# ギリシア神話
ギリシア神話（ギリシアしんわ）は、古代ギリシアにおいて語り継がれていた神話や民間説話の集成である。それは初期には口承であったが、紀元前6世紀頃より文字化され、世界の始原や神々の物語、また英雄の物語、様々な事件や出来事の詳細が体系化されて行った。詩人が新しい物語を古い伝承から作り出し、古典劇作家などが、当時の宗教や、社会の問題を反映させた作品を作り出すことで、多様性に満ちた浩瀚な文学や芸術となったものである。
古代ギリシア市民の基本教養であり、さらに古代地中海世界の共通知識でもあった。
ギリシア神話は、ローマ神話の体系化と発展を促進した。プラトーン、古代ギリシアの哲学や思想、ヘレニズム時代の宗教や世界観など、多方面に影響を与え、西欧の精神的な脊柱の一つとなった。中世においても神話は伝承され続け、その後のルネサンス期、近世、近代の思想や芸術にとって、ギリシア神話は霊感の源泉であった。

## 概説

### 口承

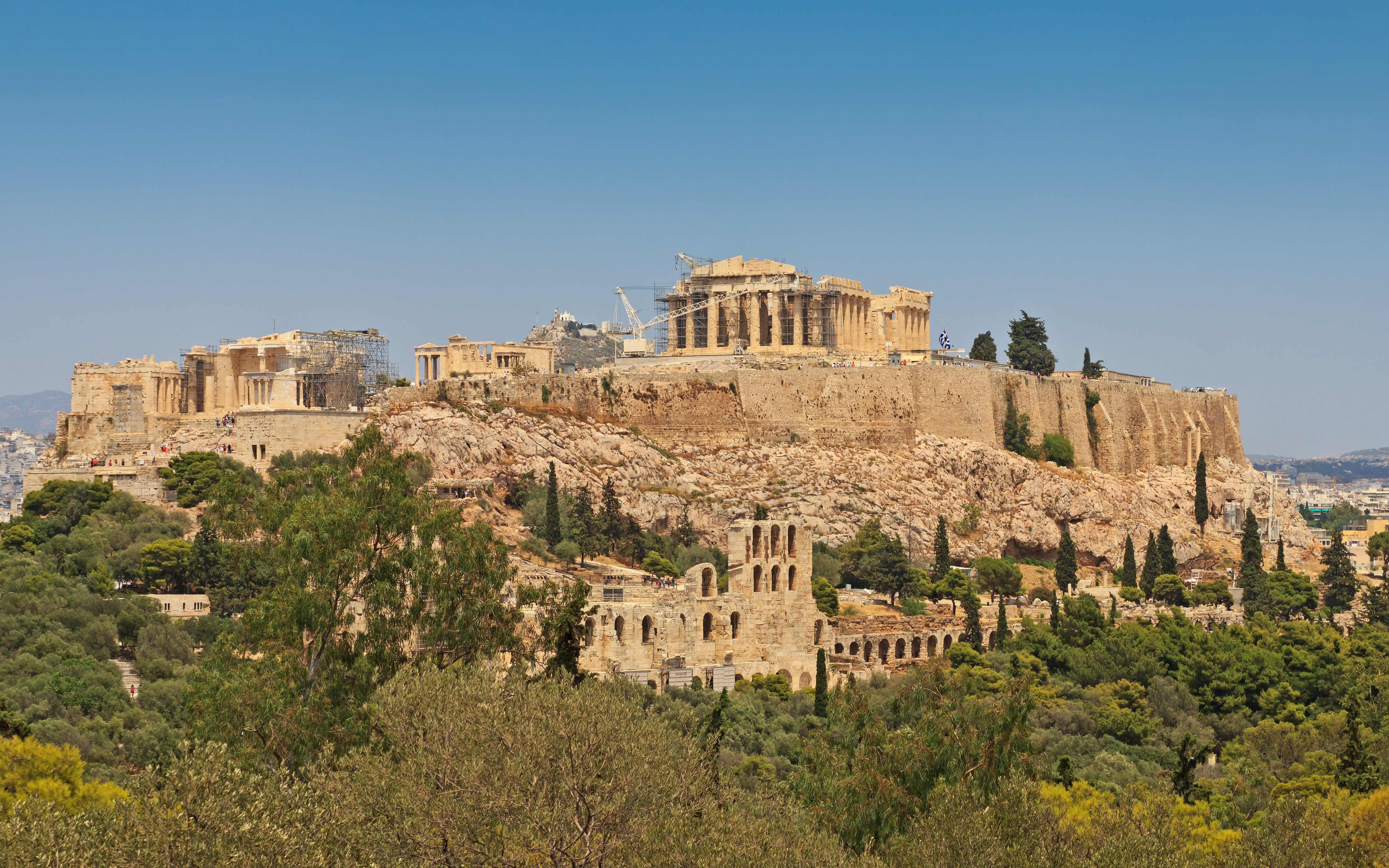
アテーナイ・アクロポリスの丘とパルテノーン神殿

今日ギリシア神話として知られる神々と英雄たちの物語の始まりは、およそ紀元前15世紀頃に遡ると考えられている。物語は、その草創期においては、口承形式でうたわれ伝えられてきた。紀元前9世紀または8世紀頃に属すると考えられるホメーロスの二大叙事詩『イーリアス』と『オデュッセイア』は、この口承形式の神話の頂点に位置する傑作とされる。当時のヘレーネス（古代ギリシア人による彼ら自身の呼称）の世界には、神話としての基本的骨格を備えた物語の原型が存在していた。
しかし当時の人々のなかで、特に、どのような神が天に、そして大地や森に存在するかを語り広めたのは吟遊詩人たちであり、詩人は姿の見えない神々に関する真実の知識を人間に解き明かす存在であった。神の霊が詩人の心に宿り、不死なる神々の世界の真実を伝えてくれるのであった。そのため、ホメーロス等の作品においては、ムーサ女神への祈りの言葉が、朗誦の最初に置かれた。

### 口承から文字記録へ

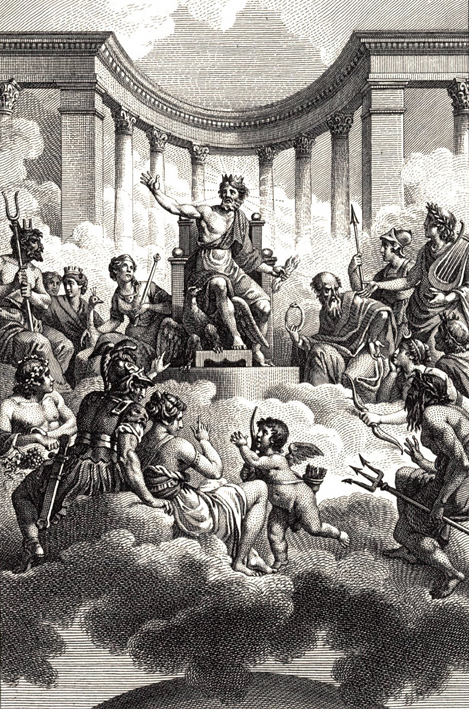
オリュンポス十二神

口承でのみ伝わっていた神話を、文字の形で記録に留め、神々や英雄たちの関係や秩序を、体系的にまとめたのは、ホメーロスより少し時代をくだる紀元前8世紀の詩人ヘーシオドスである。彼が歌った『神統記』においても、その冒頭には、ヘリコーン山に宮敷き居ます詩神（ムーサ）への祈りが入っており、ヘーシオドスは現存する文献のなかでは初めて系統的に神々の系譜と、英雄たちの物語を伝えた。このようにして、彼らの時代、すなわち紀元前9世紀から8世紀頃に、「体系的なギリシア神話」がギリシア世界において成立したと考えられる。
それらの神話体系は地域ごとに食い違いや差異があり、伝承の系譜ごとに様々なものが未だ渾然として混ざり合っていた状態であるが、オリュンポスを支配する神々が誰であるのか、代表的な神々の相互関係はどのようなものであるのか、また世界や人間の始源に関し、どのような物語が語られていたのか、などといったことは、ギリシア世界においてほぼ共通した了解のある、ひとつのシステムとなって確立したのである。
しかし、個々の神や英雄が具体的にどのようなことを為し、古代ギリシアの国々にどのような事件が起こり、それはどういう神々や人々・英雄と関連して、どのように展開し、どのような結果となったのか。これらの詳細や細部の説明・描写などは、後世の詩人や物語作者などの想像力が、ギリシア神話の壮麗な物語の殿堂を飾ると共に、複雑で精妙な形姿を構成したのだと言える。
次いで、ギリシア悲劇の詩人たちが、ギリシア神話に奥行きを与えると共に、人間的な深みをもたらし、神話をより体系的に、かつ強固な輪郭を持つ世界として築き上げて行った。ヘレニズム期においては、アレクサンドリア図書館の司書で詩人でもあったカルリマコスが膨大な記録を編集して神話を肉付けし、また同じく同図書館の司書であったロドスのアポローニオスなどが新しい構想で神話物語を描いた。ローマ帝政期に入ってからも、ギリシア神話に対する創造的創作は継続していき、紀元後1世紀の詩人オウィディウス・ナーソの『変身物語』が新しい物語を生み出し、あるいは再構成し、パウサニアースの歴史的地理的記録やアープレーイウスの作品などがギリシア神話に更に詳細を加えていった。

### 体系的記述
紀元前8世紀のヘーシオドスの『神統記』は、ギリシア神話を体系的に記述する試みのさきがけである。ホメーロスの叙事詩などにおいて、聴衆にとっては既知のものとして、詳細が説明されることなく言及されていた神々や、古代の逸話などを、ヘーシオドスは系統的に記述した。『神統記』において神々の系譜を述べ、『仕事と日々』において人間の起源を記し、そして現在は断片でしか残っていない『名婦列伝』において英雄たちの誕生を語った。
このような試みは、紀元前6世紀から5世紀頃のアルゴスのアクーシラーオスやアテーナイのペレキューデースなどの記述にも存在し、現在は僅かな断片しか残っていない彼らの「系統誌」は、古代ギリシアの詩人や劇作家、あるいはローマ時代の物語作家などに大きな影響を与えた。
古代におけるもっとも体系的なギリシア神話の記述は、紀元後1世紀頃と考えられるアポロドーロスの『ギリシャ神話』（3巻16章＋摘要7章）である。この体系的系統本は、紀元前5世紀以前の古典ギリシアの筆者の文献等を元にギリシア神話が纏められており、オウィディウスなどに見られる、ヘレニズム化した甘美な趣もある神話とはまったく異質で、荒々しく古雅な神話系譜を記述していることが特徴である。

## 資料

### 文献資料と著者
ホメーロス以前の古代ギリシアには文字がなかった訳ではなく、ミュケーナイ時代にすでに線文字Bが存在していたが、暗黒時代においてこの文字の記憶は失われた。しかし紀元前8世紀頃より、フェニキア文字を元に古代ギリシア文字が生まれる。ギリシア神話は基本的にはこの文字で記録された。また後にはローマの詩人・文学者がラテン語によってギリシア神話を記述した。
- 古代ギリシア詩

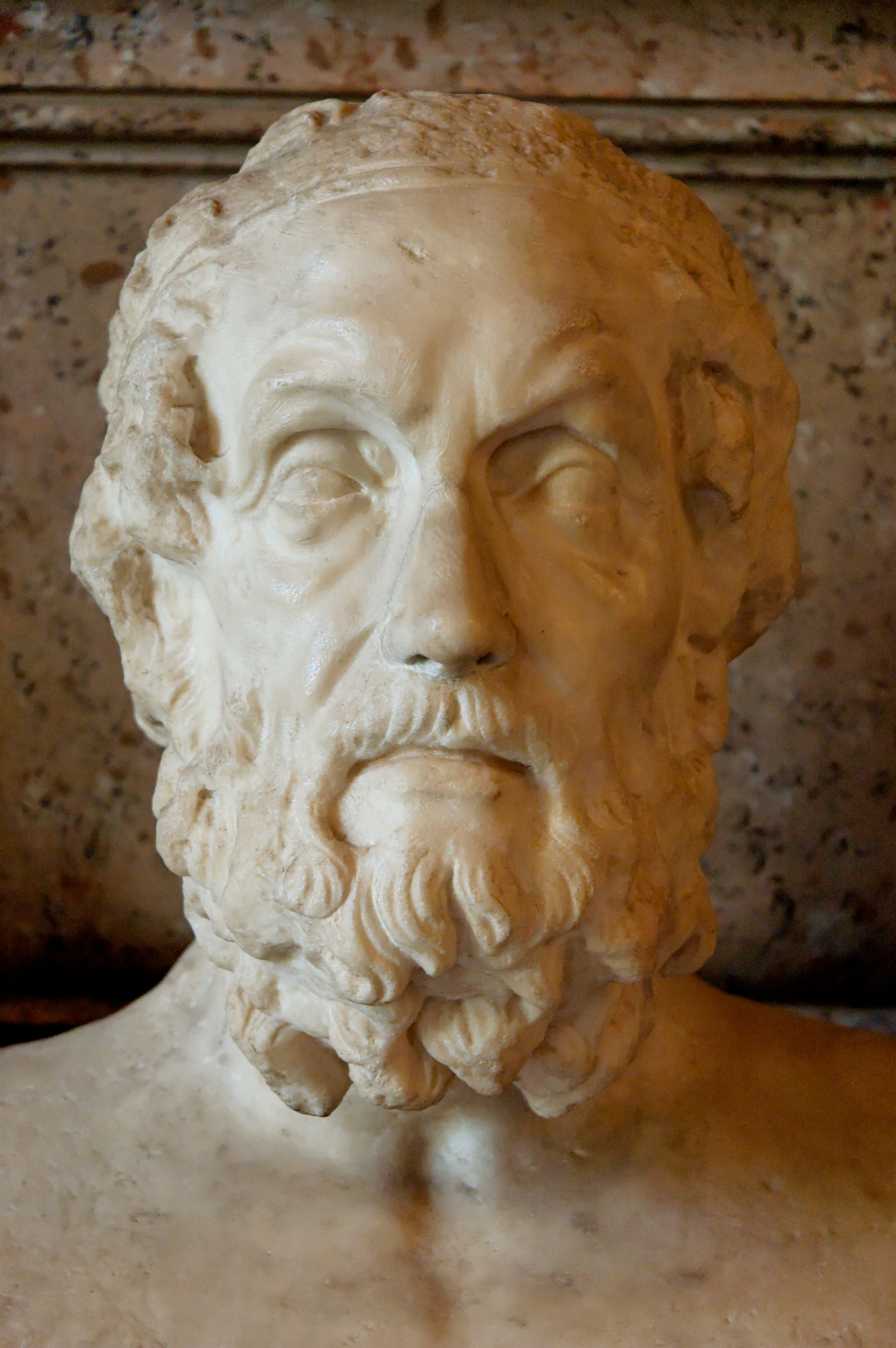
盲目の叙事詩人ホメーロス

  - ホメーロス（紀元前9世紀頃） - 英雄叙事詩 『イーリアス』『オデュッセイア』
  - 作者不詳（紀元前7世紀 - 紀元前5世紀頃。一部は紀元前2, 3世紀） - 『ホメーロス風讃歌』群（33篇）
  - ヘーシオドス（紀元前8世紀） - 『テオゴニアー（神統記）』『仕事と日々』 『名婦列伝（カタロゴイ）』
- 系譜学者たち（紀元前6世紀 - 紀元前5世紀頃）
  - アルゴスのアクーシラーオス ［著作は散逸］
  - ペレキューデース[16][注釈 6]［著作は散逸］
- 古典劇作家詩人
  - ピンダロス（紀元前522年頃 - 紀元前443年） - 『オリュンピア祝勝歌』他多数、祝勝歌、合唱詩（コロス）
  - バッキュリデース（紀元前520年頃 - 450年） - 「ディテュランボス」（3編が伝存）、祝勝歌、パイアーン他
- 古典悲劇詩人
  - アイスキュロス（紀元前525年頃 - 紀元前456年）

『ペルシア人』『縛られたプロメーテウス』『テーバイ攻めの七将』「オレステイアー三部作」
  - ソポクレース（紀元前496年頃 - 紀元前406年）

『アイアース』『アンティゴネー』『オイディプース王』『エーレクトラー』『コローノスのオイディプース』
  - エウリーピデース（紀元前480年頃 - 紀元前406年）

『メーデイア』『ヒッポリュトス』『アンドロマケー』『トロイエの女』『ヘカベー』『バッコスの信女』『イオーン』『オレステース』
- 古典喜劇詩人
  - アリストパネース（紀元前448年頃 - 紀元前380年）

『アカルナイの人々』『騎士』『蜂』『鳥』『女の平和』『蛙』『ウンモフ』
- 歴史学者
  - ヘーロドトス（紀元前485年頃 - 紀元前420年頃） 『歴史』（全9巻）
  - トゥーキュディデース（紀元前460年頃 - 紀元前395年） 『歴史』『戦史』
- ヘレニズム期
  - カッリマコス（紀元前310年頃 - 紀元前240年頃） -  詩人、アレクサンドレイア図書館司書、文献学者
  - ロドスのアポローニオス（紀元前295年?/270年頃 - 紀元前215年）

詩人、アレクサンドレイア図書館司書、『アルゴナウティカ』（全4巻）
  - シケリアのディオドーロス（紀元前1世紀頃） - 『歴史叢書』（全40巻、うち15巻が伝存）
- ローマ帝政期
  - アポロドーロス（紀元1世紀頃） - 『ビブリオテーケー（ギリシア神話）』
  - オウィディウス（紀元前43年 - 紀元17年）『変身物語』『祭暦』
  - アープレーイウス（紀元124年頃 - 180年頃） - 『黄金の驢馬』『愛と心の物語』
  - パウサニアース （紀元2世紀） - 『ギリシア案内記』
  - アントーニーヌス・リーベラーリス （紀元2世紀/3世紀?） - 『変身物語集』

### 考古学的資料
ギリシア神話のありようは、近代になって発達した考古学により、古代の遺跡が発掘され研究されることで知られていった。
これらの遺跡において、装飾彫刻や彫像、神々や人物が描かれ彩色された古壺や皿などが見つかった。考古学者や神話学者は、彫刻の姿や様式、古壺や皿に描かれた豊富な絵を分析して、これらがギリシア神話で語られる物語の場面や出来事、神や英雄の姿を描いたものと判断した。それらの絵図は意味を含んでおり、（学者によって解釈が分かれるとしても）ここから神話の物語を読み取ることが可能であった。
発掘により判明した考古学的知見は、文献に記されていた事象が実際に存在したのか、記述が妥当であったのかを吟味する史料としても重要であった。更に、文献の存在しない時代についての知識を提供した。19世紀末にドイツのハインリヒ・シュリーマンは、アナトリア半島西端のヒッサルリクの丘を発掘し、そこに幾層もの都市遺跡と火災で滅びたと考えられる遺構を発見してこれをトロイア遺跡と断定した。彼はまたギリシア本土でも素人考古学者として発掘を行い、ミュケーナイ文化の遺構を見いだした。
20世紀に入って以降、アーサー・エヴァンズはトロイア遺跡の、より厳密な発掘調査を行った。またクレーテー島で見いだされていたクノーソスなど、文明の遺跡の発掘も行い、ここで彼は三種類の文字（絵文字、線文字Aと線文字B）を発見した。線文字Bは間もなく、ギリシア本土のピュロスやティーリュンスでも使用されていたことが見いだされた。20世紀半ばになって、マイケル・ヴェントリスがジョン・チャドウィックの協力のもと、この文字を解読し、記されているのがミケーネ語であることを確認すると共に、内容も明らかにした。それらはホメーロスがうたったトロイア戦争の歴史的な像を復元する意味を持った。また数々の英雄たちの物語のなかには、紀元前15世紀に遡るミュケーナイ文化に起源を持つものがあることも、各地の遺跡の発掘研究を通じて確認された。

## 構成
ギリシア神話は、以下の三種の物語群に大別できる。
- 世界の起源（→世界の始まり）
- 神々の物語（→オリュンポス以前、オリュンポスの世界）
- 英雄たちの物語（→人間の起源、英雄の誕生、英雄の神話）

第一の「世界の起源」を物語る神話群は、分量的には短く、主に三つの系統が存在する（ヘーシオドスが『神統記』で記したのは、主として、この「世界の起源」に関する物語である）。
第二の「神々の物語」は、世界の起源の神話と、その前半において密接な関連を持ち、後半では、英雄たちの物語と絡み合っている。英雄たちの物語において、人間の運命の背後には神々の様々な思惑があり、活動が行われ、それが英雄たちの物語にギリシア的な奥行きと躍動を与えている。
第三の「英雄たちの物語」は、分量的にはもっとも大きく、いわゆるギリシア神話として知られる物語や逸話は、大部分がこのカテゴリーに入る。この第三のカテゴリーが膨大な分量を持ち、夥しい登場人物から成るのは、日本における神話の系統的記述とも言える『古事記』や、それに並行しつつ歴史時代にまで記録が続く『日本書紀』がそうであるように、古代ギリシアの歴史時代における王族や豪族、名家と呼ばれる人々が、自分たちの家系に権威を与えるため、神々や、その子である「半神」としての英雄や、古代の伝説的英雄を祖先として系図作成を試みたからだとも言える。
神話的英雄や伝説的な王などは、膨大な数の子孫を持っていることがあり、樹木の枝状に子孫の数が増えて行く例は珍しいことではない。末端の子孫となると、ほとんど具体的エピソードがなく、単なる名前の羅列になっていることも少なくない。
しかし、このように由来不明な多数の名前と人物の羅列があるので、歴史時代のギリシアにおける多少とも名前のある家柄の市民は、自分は神話に記載されている誰それの子孫であると主張できたとも言える。ウェルギリウスの『アエネーイス』が、ローマ人の先祖をトロイエー戦争にまで遡らせているのは明らかに神話的系譜の捏造であるが、これもまた、広義にはギリシア神話だとも言える（正確には、ギリシア神話に接続させ、分岐させた「ローマ神話」である）。ウェルギリウスは、ギリシア人自身が、古代より行なって来たことを、紀元前1世紀後半に、ラテン語で行なったのである。

## 神話1：世界の始まり
古代ギリシア人は他の民族と同様に、世界は原初の時代より存在したものであるとの素朴な思考を持っていた。しかし、ゼウスを主神とするコスモス（秩序宇宙）の観念が成立するにつれ、おのずと哲学的な構想を持つ世界の始原神話が語られるようになった。それらは代表的に四種類のものが知られる（ただし、2と3は、同じ起源を持つことが想定される）。
神々の系譜や人間の起源などを系統的な神話に纏めあげたヘーシオドスは『神統記』にて、二つの主要な起源説を伝えている。
1. ヘーシオドスは古代オリエントなどの神話の影響を受けたと考えられ、後に「混沌」と解釈されるカオスが最初に存在したとしている。ただし、彼はカオスを混沌の意味では使っていない[注釈 8]。語源的には、それは空隙であり、裂け目（カスマ）[23]、何もない空虚な空間、また煙霧がたちこめる暗黒の無限の空間である[24][25][26]。その後、大地（ガイア）が万物の初源としてカオスのなかに存在を現し、天（ウーラノス）との交わりによって様々な神々を生み出したとされる。ウーラノス、クロノス、そしてゼウスにわたる三代の王権の遷移がここで語られることになる[27][28][注釈 9]。
2. 他方、ヘーシオドスは、上記とは起源が異なると考えられる、自然哲学的構想を備えた世界の始源神話を同じ『神統記』においてうたっている[26]。胸広きガイアが存在し、それと共に、地下の幽冥タルタロスと何よりも美しいエロース（愛）が生まれたとする。原初にエロースが生まれたとするのは、オルペウス教の始原神話に通じている。エロースは生殖にあって大きな役割を果たし、それ故、愛が最初に存在したとする[29]。
3. 第三の宇宙観は哲学的・宗教的に体系化されていたと考えられ、オルペウス教が基盤を置いた、あるいはこの宗教が提唱した世界の初源神話である。オルペウス教は多様な神話を持っており、断片的な複数の文書が伝える内容には異同がある[注釈 10]。その特徴としては、原初に水や泥があり、大地（ガイア）も存在し、クロノス＝時 Chronos（ウーラノスの子のクロノス Kronos とは異なる）やエロースが原初にあった。そして「原初の卵」が語られ、他のギリシア神話では語られない、パネース (Φανης) あるいはプロートゴノス (Πρωτογονος) が存在したとする[31]。
4. 以上に挙げた世界の始原神話以外に、第四のものとして、ホメーロスが『イーリアス』でうたっている、より古く単純とも言える始原についての神話がある。それは万物のはじめにオーケアノス（海洋・外洋の流れ）が存在したという神話で、彼と共に妻テーテュースが存在したとされる。この両神の交わりより、多数の神や世界の要素が生み出されて来たとする。これは素朴な神話で、海岸部の住民が信じていた始原神話と考えられる[32][注釈 11]。

### 自然哲学的な始原の神々

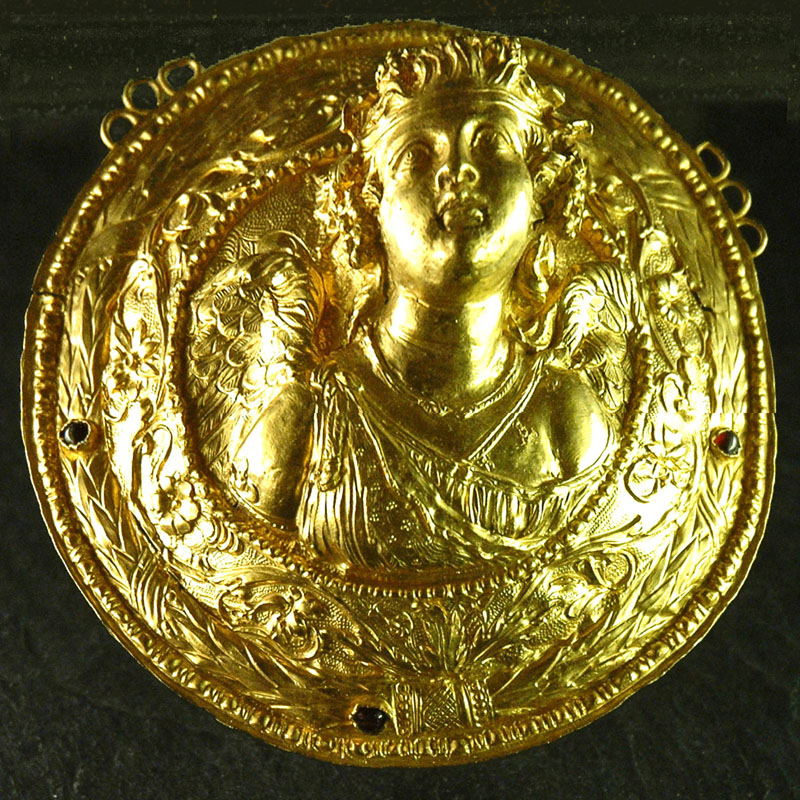
金のエロース

ヘーシオドスがうたう第二の自然哲学的な世界創造と諸々の神の誕生は、自然現象や人間における定めや矛盾・困難を擬人的に表現したものとも言える。このような形の神々の誕生の系譜は、例えば日本神話（『古事記』）にも見られ、世界の文化で広く認められる始原伝承である。『神統記』に従うと、次のような始原の神々が誕生したことになる。
まず既に述べた通り、カオス（空隙）と、そのうちに存在する胸広きガイア（大地）、そして暗冥のタルタロスと最も美しい神エロースである。カオスより更に、幽冥のエレボス（暗黒）と暗きニュクス（夜）が生じた。ガイアはまた海の神ポントスを生み、ポントスから海の老人ネーレウスが生まれた。またポントスの息子タウマースより、イーリス（虹）、ハルピュイアイ、そしてゴルゴーン三姉妹等が生まれた。
一方、ニュクスよりはアイテール（高天の気）とヘーメラー（昼）が生じた。またニュクスはタナトス（死）、ヒュプノス（睡眠）、オネイロス（夢）、そして西方の黄金の林檎で著名なヘスペリデス（ヘスペリス＝夕刻・黄昏の複数形）を生み出した。更に、モイライ（運命）、ネメシス（応報）、エリス（闘争・不和）なども生みだし、この最後のエリスからは、アーテー（破滅）を含む様々な忌まわしい神々が生まれたとされる。

## 神話2：オリュンポス以前
ゼウスの王権が確立し、やがてオリュンポス十二神を中心としたコスモス（秩序）が世界に成立する。しかし、このゼウスの王権確立は紆余曲折しており、ゼウスは神々の王朝の第三代の王である。
最初に星鏤めるウーラノス（天）がガイア（大地）の夫であり、原初の神々の父であり、神々の王であった。しかしガイアは、生まれてくる子らの醜さを嫌ってタルタロスに幽閉した夫、ウーラノスに恨みを持った。ウーラノスの末息子であるクロノスがガイアにそそのかされて、巨大な鎌を振るって父親の男根を切り落とし、その王権を簒奪したとされる。このことはヘーシオドスがすでに記述していることであり、先代の王者の去勢による王権の簒奪は神話としては珍しい。これはヒッタイトのフルリ人の神話に類例が見いだされ、この神話の影響があるとも考えられる。

### クロノスとティーターン神

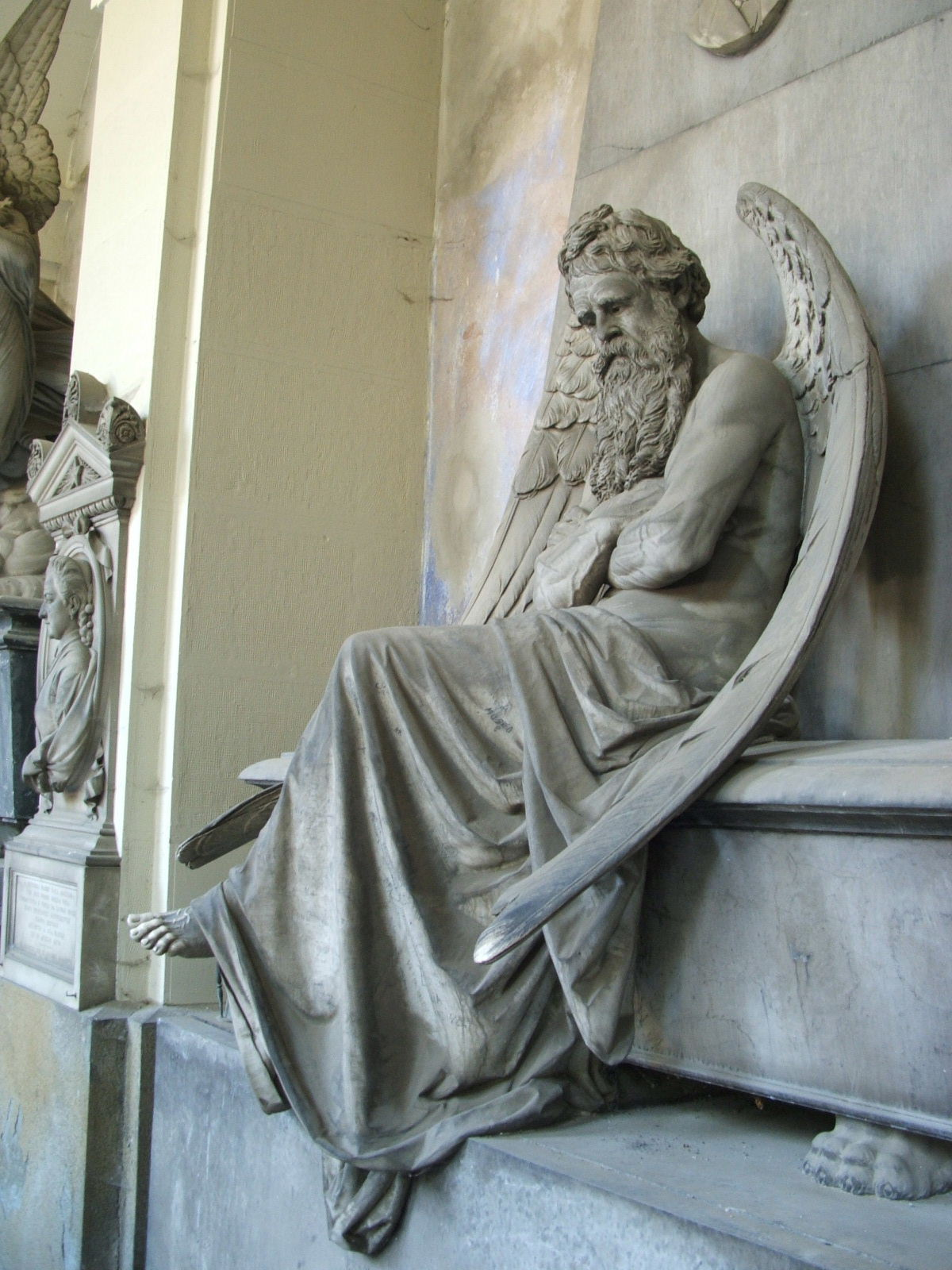
天使像のクロノス

ウーラノスより世界の支配権を奪ったクロノスは、第二代の王権を持つことになる。クロノスはウーラノスとガイアが生んだ子供たちのなかの末弟であり、彼の兄と姉に当たる神々は、クロノスの王権の下で、世界を支配・管掌する神々となる。とはいえ、この時代にはまだ、神々の役割分担は明確でなかった。クロノスの兄弟姉妹たちはティーターンの神々と呼ばれ、オリュンポス十二神に似て、主要な神々は「ティーターンの十二の神」と呼ばれる。
これらのティーターンの十二の神としては、通常、次の神々が挙げられる。まず1）主神たるクロノス、2）その妻である女神レアー、3）長子オーケアノス、4）コイオス、5）ヒュペリーオーン、6）クレイオス、7）イーアペトス、8）女神テーテュース、9）女神テミス（法）、10）女神ムネーモシュネー（記憶）、11）女神ポイベー、12）女神テイアーである。アポロドーロスは女神ディオーネーをクロノスの姉妹に挙げているが、この名はゼウスの女性形であり、女神の性格には諸説がある。
ティーターンにはこれ以外にも、子孫が多数存在した。後にティーターンはオリュンポス神族に敗れ、タルタロスに落とされるが、全員が罰を受けた訳ではない。広義のティーターンの一族には、イーアペトスの子であるアトラース、プロメーテウス、エピメーテウスや、ヒュペリーオーンの子であるエーオース（暁）、セレーネー（月）、ヘーリオス（太陽）などがいた。
神々の王クロノスはしかし、母ガイアと父ウーラノスから呪いの予言を受ける。クロノス自身も、やがて王権をその息子に簒奪されるだろうというもので、クロノスはこれを怖れて、レアーとのあいだに生まれてくる子供をすべて飲み込む。レアーはこれに怒り、密かに末子ゼウスを身籠もり出産、石を産着にくるんで赤子と偽りクロノスに渡した。

### オリュンポス神の台頭と勝利
ゼウスが成年に達すると、彼は父親クロノスに叛旗を翻し、まずクロノスに薬を飲ませて彼が飲み込んでいたゼウスの姉や兄たちを吐き出させた。クロノスは、ヘスティアー、デーメーテール、ヘーラーの三女神、そして次にハーデースとポセイドーン、そしてゼウスの身代わりの石を飲み込んでいたので、順序を逆にしてこれらの石と神々を吐き出した。

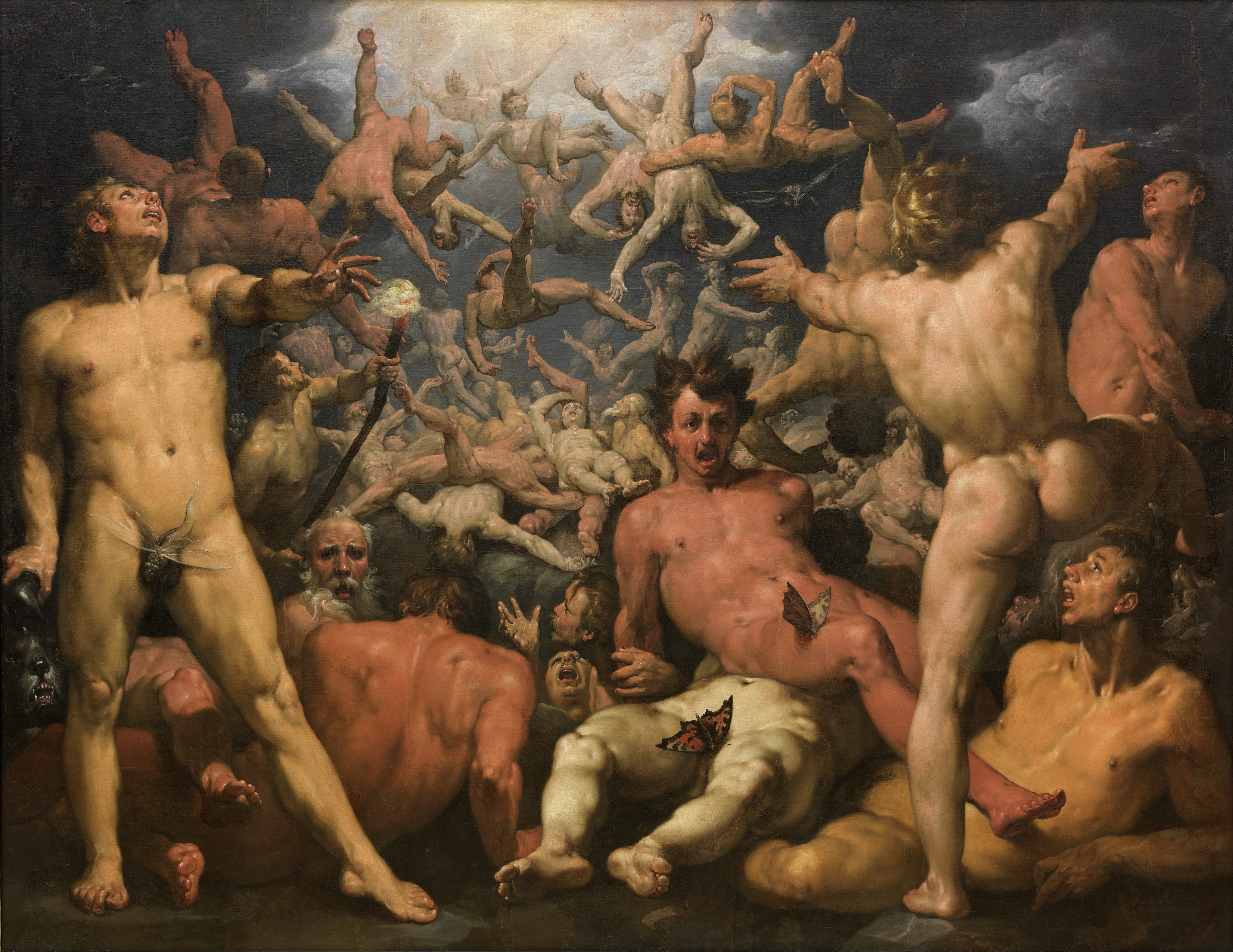
オリュンポス神とティーターノマキアー

ゼウスたち兄弟姉妹は力を合わせてクロノスとその兄弟姉妹たち、すなわちティーターンの一族と戦争を行った。これをティーターノマキアー（ティーターンの戦争）と呼ぶ。ゼウス、ハーデース、ポセイドーンの三神はティーターノマキアーにおいて重要な役割を果たし、特にゼウスは雷霆を投げつけて地球や全宇宙、そしてその根源であるカオスまでも焼き払い、ティーターンたちに大打撃を与え、勝利した。その後ティーターン族をタルタロスに幽閉し、百腕巨人（ヘカトンケイレス）を番人とした。こうして勝利したゼウスたちは互いにくじを引き、その結果、ゼウスは天空を、ポセイドーンは海洋を、ハーデースは冥府をその支配領域として得た。
しかしガイアはティーターンをゼウスたちが幽閉したことに怒り、ギガース（巨人）たちをゼウスたちと戦う様に仕向けた。ギガースたち（ギガンテス）は巨大な体と獰猛な気性を備え、彼らは大挙してゼウスたちの一族に戦いを挑んだ。ゼウスたちは苦戦するが、シケリア島をギガースの上に投げおろすなど、激しい争いの末にこれを打破した。これらの戦いをギガントマキアー（巨人の戦争）と呼称する。
しかし、ガイアはなお諦めず、更に怒ってタルタロスと交わり、怪物テューポーンを生み出した。テューポーンは灼熱の噴流で地球を焼き尽くし、天に突進して全宇宙を大混乱の渦に叩き込むなど、圧倒的な強さを誇ったが、オリュンポス神族の連携によって遂に敗北し滅ぼされた。
かくして、ゼウスの王権は確立した。

## 神話3：オリュンポスの世界

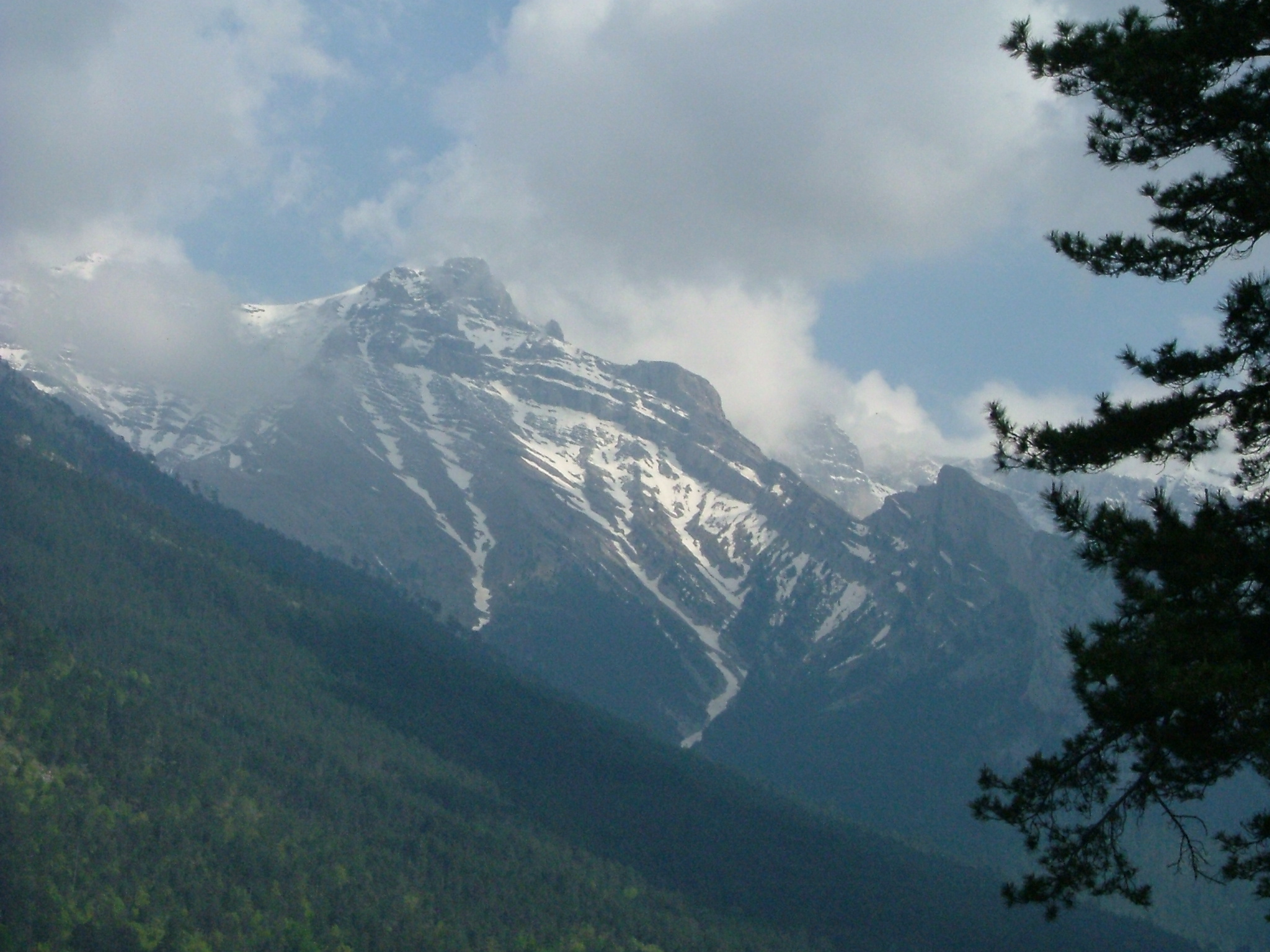
オリュンポス山

神々は、ホメーロスによれば、オリュンポスの高山に宮敷居まし、山頂の宮殿にあって、絶えることのない饗宴で日々を過ごしているとされる。神々は不死であり、神饌（アムブロシアー）を食べ、神酒（ネクタル）を飲んでいるとされる。

### 十二の神々
ゼウスの王権の下、世界の秩序の一部をそれぞれ管掌するこれらの神々は、オリュンポスの神々とも呼ばれ、その主要な神は古くから「十二の神」（オリュンポス十二神）として人々に把握されていた。十二の神は二つの世代に分かれ、クロノスとレアーの息子・娘（ゼウスの兄弟姉妹）に当たる第一世代の神々と、ゼウスの息子・娘に当たる第二世代の神々がいる。
時代と地方、伝承によって、幾分かの違いがあるが、主要な十二の神は、第一世代の神、1）秩序（コスモス）の象徴でもある神々の父ゼウス、2）ヘーラー女神、3）ポセイドーン、4）デーメーテール女神、5）ヘスティアー女神の5柱に、第二世代の神として、6）アポローン、7）アレース、8）ヘルメース、9）ヘーパイストス、10）アテーナー女神、11）アプロディーテー女神、12）アルテミス女神の7柱である。また、ヘスティアーの代わりに、ディオニューソスを十二神とする場合がある。ハーデースとその后ペルセポネーは、地下（クトニオス）の神とされ、オリュンポスの神ではないが、主要な神として、十二神のなかに数える場合がある。
それぞれの神は、崇拝の根拠地を持つのが普通で、また神々の習合が起こっているとき、広範囲にわたる地方の神々を取り込んだ神は、多くの崇拝の根拠地を持つことにもなる。アテーナイのパルテノーン神殿小壁には、十二の神の彫像が刻まれているが、この十二神は、上記の一覧と一致している（ディオニューソスが十二神に入っている）。

### オリュンポスの神々 1
オリュンポスを代表する十二の神と地下の神ハーデース等以外にも、オリュンポスの世界には様々な神々が存在する。彼らはオリュンポスの十二神や他の有力な神が、エロースの力によって互いに交わることによって生まれた神である。また、広義のティーターンの一族に属する者にも、オリュンポスの一員として神々の席の一端を占め、重要な役割を担っている者がある。
神々のあいだの婚姻あるいは交わりによって生まれた神には次のような者がいる。

#### ゼウスの息子と娘

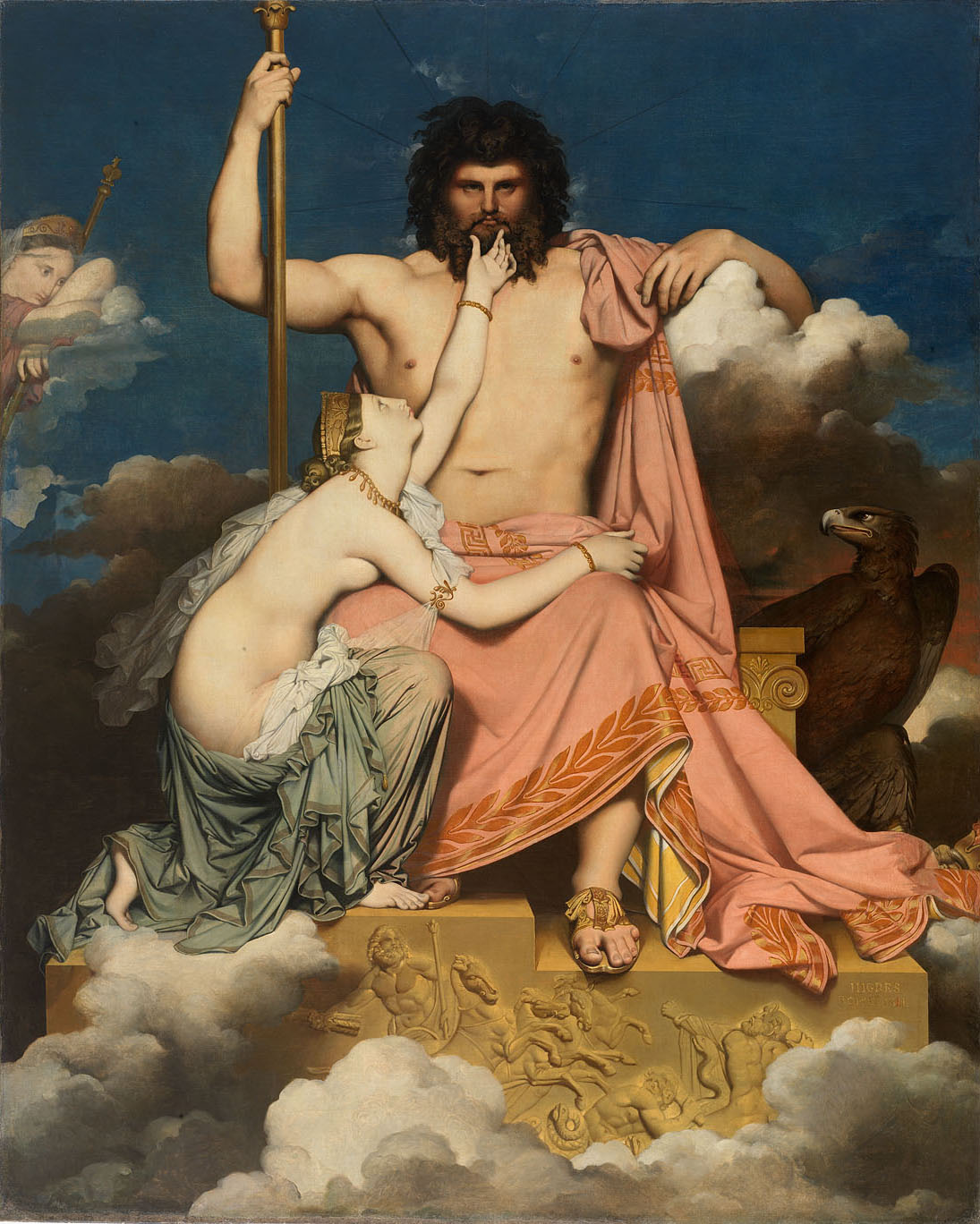
神々の父ゼウスとテティス

神々の父ゼウスは、真偽を知る知恵の女神メーティスを最初の妻とした。ゼウスはメーティスが妊娠したのを知るや、これを飲み込んだ。メーティスの智慧はこうしてゼウスのものとなり、メーティスよりゼウスの第一の娘アテーナーが生まれる。ゼウスの正妻は神々の女王ヘーラーである。ヘーラーとのあいだには、アレース、ヘーパイストス、青春の女神ヘーベー、出産の女神エイレイテュイアが生まれる。また、大地の豊穣の女神デーメーテールとのあいだには、冥府の女王ペルセポネーをもうけた。
ゼウスはまた、ティーターン神族のディオーネーとのあいだにアプロディーテーをもうける。アプロディーテーは、クロノスが切断した父ウーラノスの男根を海に投げ入れた際、そのまわりに生じた泡より生まれたとの説もあるが、オリュンポスの系譜上はゼウスの娘である。ゼウスは、ティーターンの一族コイオスの娘レートーとのあいだにアルテミス女神とアポローンの姉弟の神をもうけた。更にティーターンであるアトラースの娘マイアとのあいだにヘルメースをもうけた。最後に、人間の娘セメレーと交わってディオニューソスをもうけた。
アテーナーはメーティスの娘であるが、その誕生はゼウスの頭部から武装して出現したとされる。また、これに対抗して妃ヘーラーは、独力で息子ヘーパイストスを生んだともされる。
ゼウスは更に、ティーターンの女神達と交わり、運命や美や季節、芸術の神々をもうける。法律・掟の女神テミスとのあいだに、ホーライの三女神とモイライの三女神を、オーケアノスとテーテュースの娘エウリュノメーとのあいだにカリテス（優雅＝カリス）の三女神を、そして記憶の女神ムネーモシュネーとのあいだに九柱の芸術の女神ムーサイ（ムーサ）をもうけた。

#### 十二神の息子と娘

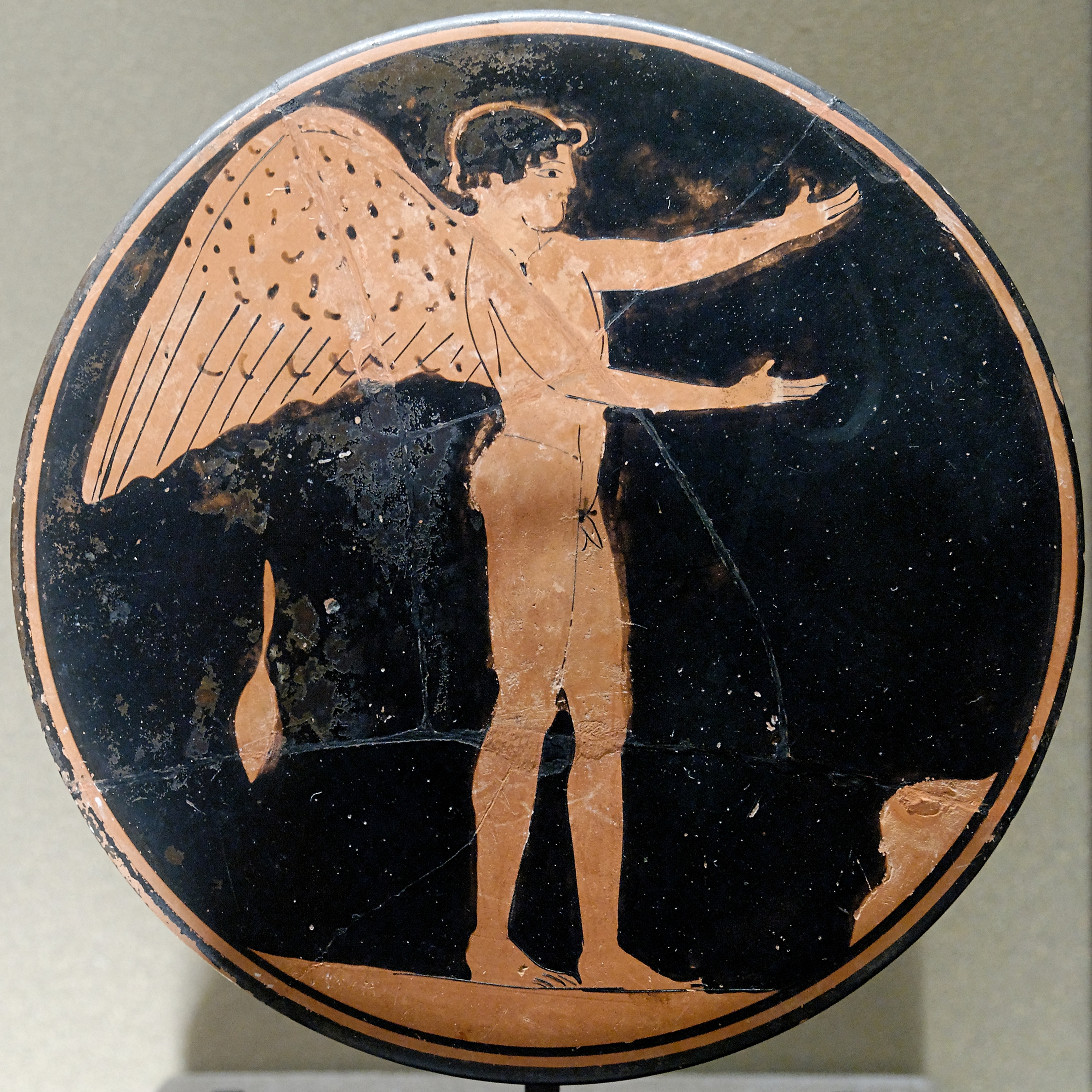
有翼のエロス

オリュンポスの十二の神々は、ゼウスを例外として、子をもうけないか、もうけたとしても少ない場合がほとんどである。ポセイドーンは比較的息子に恵まれているが、アンピトリーテーとのあいだに生まれた、むしろ海の一族とも言えるトリートーン、ベンテシキューメー、ヘーリオスの妻ロデーを除くと、怪物や馬や乱暴な人間が多い。
美の女神アプロディーテーは人気の高い女神であったからか数多くの神話に登場し、多くの子どもを生んだが、その父親は子どもの数と同じくらい多かった。彼女の夫は鍛冶の神ヘーパイストスとされるが、愛人のアレースとのあいだに、デイモス（恐慌）とポボス（敗走）の兄弟がある。またヘーシオドスが、原初の神として最初に生まれたとしている愛神エロースはアプロディーテーとアレースの息子であるとされることもある。この説はシモーニデースが最初に述べたとされる。しかしエロースをめぐっては誰の息子であるのかについて諸説あり、エイレイテュイアの子であるとも、西風ゼピュロスとエーオースの子であるとも、ヘルメースの子、あるいはゼウスの子であるともされる。エロースと対になる愛神アンテロースもアレースとアプロディーテーの子だとされる。
他のオリュンポスの有力な神々、ハーデース、ヘルメース、ヘーパイストス、ディオニューソスには目立った子がいない。アポローンは知性に充ちる美青年の像で考えられていたので、恋愛譚が多数あり、恋人の数も多いが、神となった子はいない。ただし、彼の子ともされるオルペウスやアスクレーピオスが、例外的に死後に神となった。

### オリュンポスの神々 2

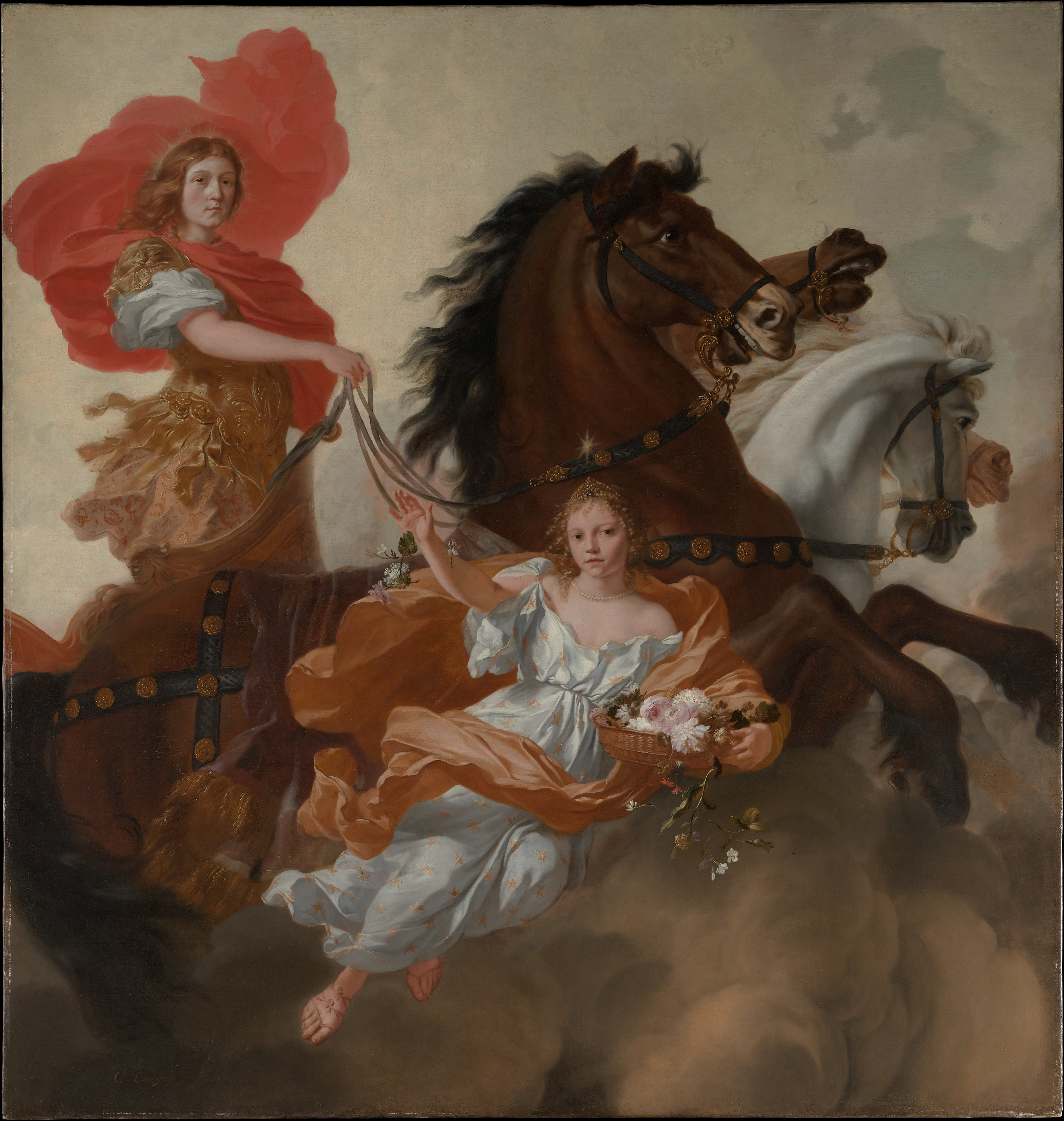
エーオースとアポローン

広義のティーターンの子孫も、オリュンポスの神々に数えられる。ティーターンたちはティーターノマキアーでの敗北の後、タルタロスに落とされたが、後にゼウスは彼らを赦したという話があり、ピンダロスは『ピューティア第四祝勝歌』のなかで、ティーターンの解放に言及している。戦いに敗れたティーターンはその後、神話に姿を現さないが、その子供たちや、ウーラノスの子孫たちは、オリュンポスの秩序のなかで一定の役割を受けて活動している。
イーアペトスの子アトラースは、天空を背に支え続けるという苦役に耐えている。兄弟のプロメーテウスは戦争には加わらなかったが、ゼウスを欺した罪でカウカーソスの山頂で生きたまま鷲に毎日肝臓を食われるという罰を受けていたところ、ヘーラクレースが鷲を殺して解放した。ヒュペリーオーンとテイアーの子エーオース、セレーネー、ヘーリオスは、オリュンポスの神々のなかでも良く知られた存在である。エーオースは星神アストライオスとのあいだに、西風ゼピュロス、南風ノトス、北風ボレアースなどの風の神と多数の星の神を生んだ。またアテーナーの傍らにあるニーケー（勝利）もティーターンの娘であるが、ゼウスに味方した。
原初の神でもあったポントスとその息子の海の老人ネーレウスは、ポセイドーンに役職を奪われたように見えるが、彼らの末裔は、数知れぬネーレイデス（海の娘たち）となり、ニュンペーとして、あるいは女神として活躍する。ポントスの一族である虹の女神イーリスは神々の使者として活躍している。また、広義のティーターン一族に属するアトラースは、オーケアノスの娘プレーイオネーとのあいだにプレイアデスの七柱の女神をもうけた。彼女たちは、星鏤める天にあって星座として耀いている。

### ニュンペーと精霊たち

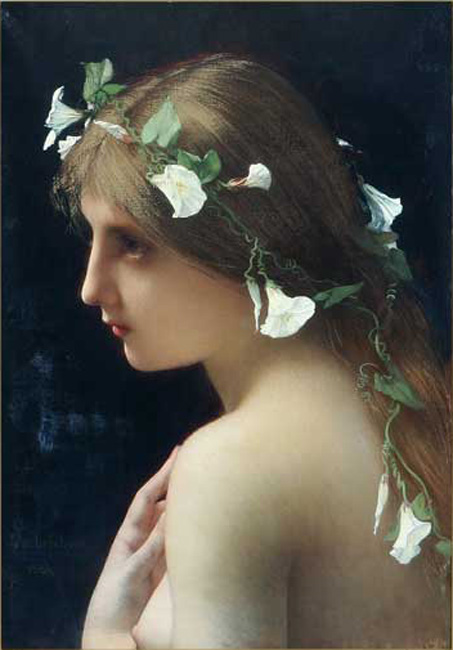
ニュンペー

ティーターノマキアーの勝利の後、ゼウス、ハーデース、ポセイドーンの兄弟はくじを引いてそれぞれの支配領域を決めたが、地上世界は共同で管掌することとした。地上はガイアの世界であり、ガイアそのものとも言えた。地上には陸地と海洋があり、河川、湖沼、また緑豊かな樹木の繁る森林や、草花の咲き薫る野原、清らかな泉などがあった。
地上は人間の暮らす場所であり、また数多くの動物たちや植物が棲息し繁茂する場所でもある。そして太古よりそこには、様々な精霊が存在していた。精霊の多くは女性であり、彼女たちはニュンペー（ニンフ）と呼ばれた。nymphē（νύμφ-η）とはギリシア語で「花嫁」を意味する言葉でもあり、彼女たちは若く美しい娘の姿であった。
ニュンペーは、例えばある特定の樹の精霊であった場合、その樹の枯死と共に消え去ってしまうこともあったが、多くの場合、人間の寿命を遙かに超える長い寿命を持っており、神々同様に不死のニュンペーも存在した。
森林や山野の処女のニュンペーはアルテミス女神に付き従うのが普通であり、また、パーンやヘルメースなども、ニュンペーに親しい神であった。古代のギリシアには、ニュンペーに対する崇拝・祭儀が存在したことがホメーロスによって言及されており、これは考古学的にも確認されている。ニュンペーは恋する乙女であり、神々や精霊、人間と交わって子を生むと、母となり妻ともなった。多くの英雄がニュンペーを母として誕生している。

#### ニュンペーの種類
ニュンペーはその住処によって呼び名が異なる。

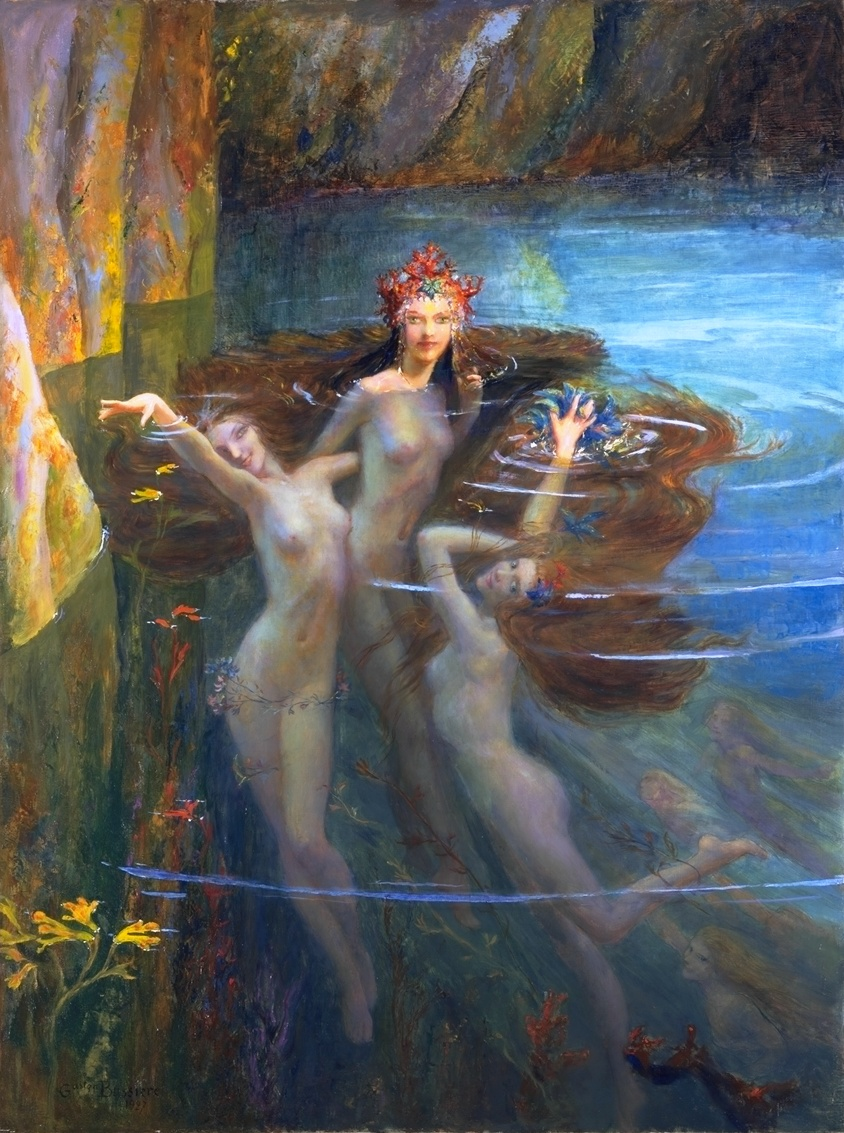
ネーレーイデス

陸地のニュンペーとしては次のようなものがある。1）メリアデス（単数：メリアス）はもっとも古くからいるニュンペーで、ウーラノスの子孫ともされる。トネリコの樹の精霊である。2）オレイアデス（単数：オレイアス）は山のニュンペーである。3）アルセーイデス（単数：アルセーイス）は森や林のニュンペーである。4）ドリュアデス（単数：ドリュアス）は樹木に宿るニュンペーである。5）ナパイアイ（単数：ナパイアー）は山間の谷間に住むニュンペーである。6）ナーイアデス（単数：ナーイアス）は淡水の泉や河のニュンペーである。
これらのニュンペーは陸地に住処を持つ者たちである。一方、海洋にはオーケアノスの娘たちやネーレウスの娘たちが多数おり、彼女らは美しい娘で、ときに女神に近い存在であることがある。
海洋のニュンペーはむしろ女神に近い。1）オーケアニデス（単数：オーケアニス）は、オーケアノスがその姉妹テーテュースのあいだにもうけた娘たちで、3000人、つまり無数にいるとされる。この二柱の神からはまた、すべての河川の神が息子として生まれており、河川の神とオーケアニスたちは姉弟・兄妹の関係にあることになる。冥府の河であるステュクスや、ケイローンの母となったピリュラー、アトラース、プロメーテウス兄弟の母であるクリュメネーなどが知られる。2）ネーレーイデス（単数：ネーレーイス）は、ネーレウスとオーケアノスの娘ドーリスのあいだの娘で、50人いるとも、100人いるともされる。アンピトリーテー、テティス、ガラテイア、カリュプソーなどが知られる。

### 山野の精霊と河神

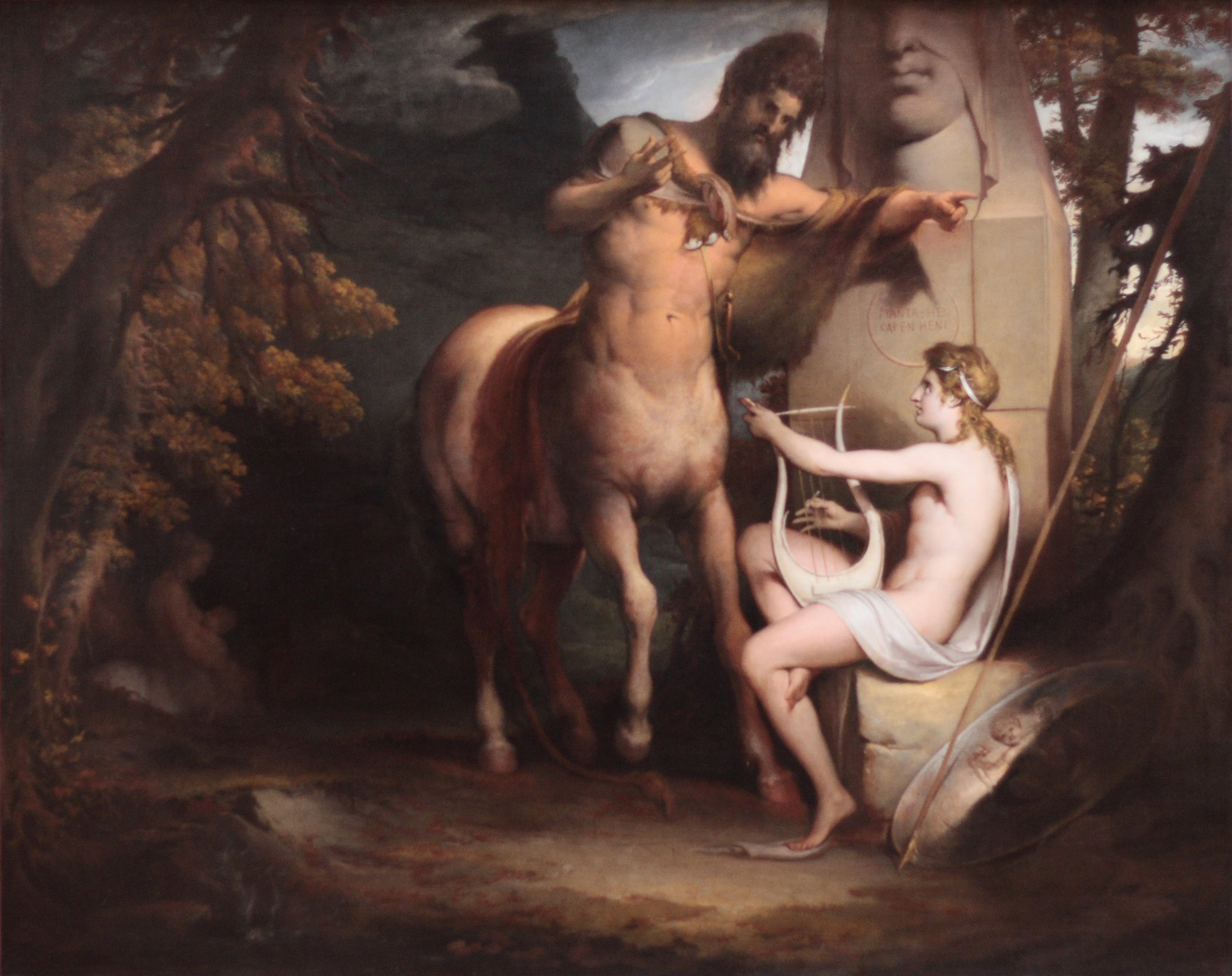
ケイローンと少年

ニュンペーは自然界にいる女性の精霊で、なかには神々と等しい者もいた。他方、地上の世界にはニュンペーと対になっているとも言える男性の精霊が存在した。彼らはその姿が、人間とはいささか異なる場合があった。彼らは山野の精霊で、具体的には1）パーン（別名アイギパーン、「山羊の姿のパーン」の意）、2）ケンタウロス、3）シーレーノス、4）サテュロスなどが挙げられる。彼らの姿は、上半身は人間に近いが、下半身が馬や山羊であったり、額に角があったりする。
上記の中でパーンは別格とも言え、ヘルメースとドリュオプスの娘ドリュオペーのあいだの子で、オリュンポスの神の一員でもある。ただしパーンが誰の子かということについては諸説ある。シューリンクスという笛を好み、好色でもあった。ケンタウロスは半人半馬の姿で、乱暴かつ粗野であるが、ケイローンだけは異なり、医術に長け、また不死であった。シーレーノスとサテュロスについては、前者は馬に似て年長であり、後者は山羊に似ていた。粗野で好色で、ニュンペーたちと戯れ暴れ回ることが多々あった。
彼らが山野の精霊であるのに対し、地上の多数の河川には、オーケアノスとテーテュースの息子である河川の精霊あるいは神がいた（『イーリアス』21章。『神統記』）。彼らは普通「河神（river-gods）」と呼ばれるので、精霊よりは格が高いと言える。3000人いるとされるオーケアニデスの兄弟に当たる。河神に対する崇拝もあり、彼らのための儀礼と社殿などもあった。スカマンドロス河神とアケローオス河神がよく知られる。

### 異形の神・怪物

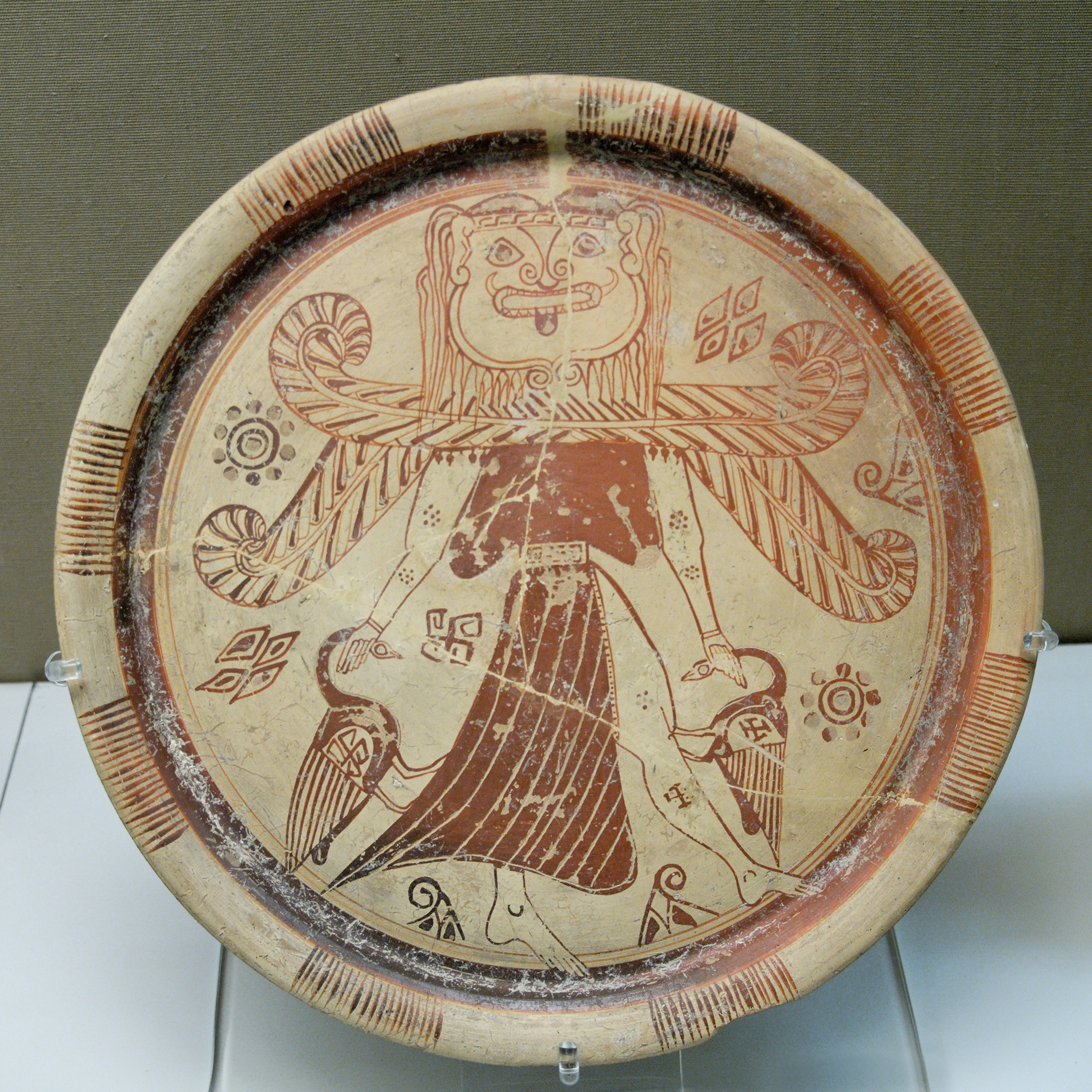
ゴルゴーン

始原の神や、または神やその子孫のなかには、異形の姿を持ち、オリュンポスの神々や人間に畏怖を与えたため、「怪物」と形容される存在がいる。例えばゴルゴーン三姉妹などは、海の神ポントスの子孫で、その姿の異様さから怪物として受け取られている。
ゴルゴーン三姉妹はポルキュースとケートーの娘で、末娘のメドゥーサを除くと不死であったが、頭部の髪が蛇であった。また、その姉妹である三人のグライアイは生まれながらに老婆の姿であったが不死であった。ハルピュイアイはタウマースの娘たちで、女の頭部に鳥の体を持っていた。ガイア（大地）が原初に生んだ息子や娘のなかにはキュクロープス（一眼巨人）や、ヘカトンケイル（百腕巨人）のような異形の者たちが混じっていた。またガイアは様々な「怪物」の父とされる、天を摩する巨大なテューポーンを生み出した。

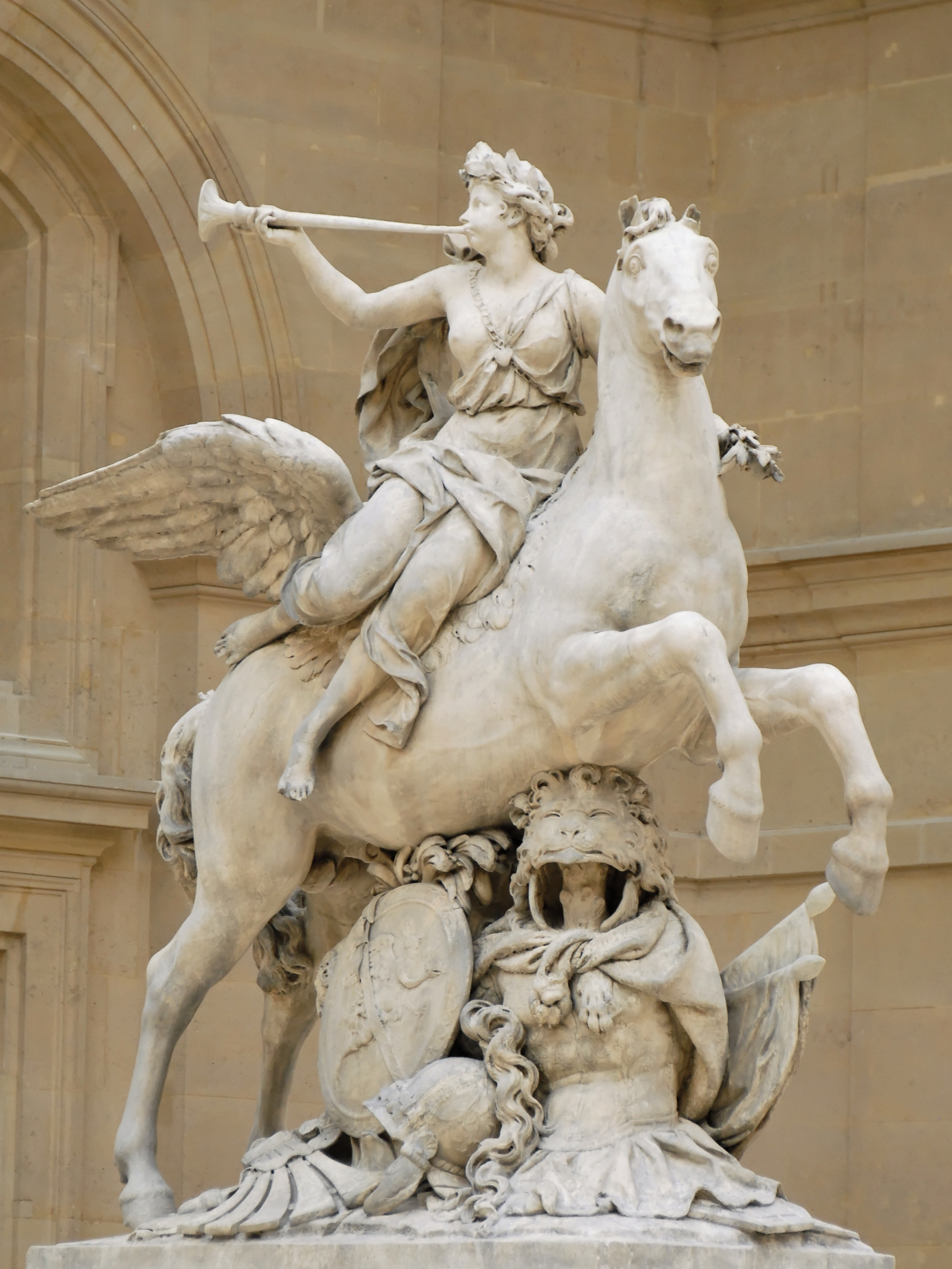
栄誉とペーガソス

エキドナは、上半身が女、下半身が蛇の怪物で、ゴルゴーンたちの姉妹とされるが出生には諸説がある。このエキドナとテューポーンのあいだには多数の子供が生まれる。獅子の頭部に山羊の胴、蛇の尾を持つキマイラ、ヘーラクレースに退治されたヒュドラー（水蛇）、冥府の番犬、多頭で犬形のケルベロスなどである。またエジプト起源のスピンクスはギリシアでは女性の怪物となっているが、これもエキドナの子とされる。
それらの多くは、神、あるいは神に準ずる存在である。ポセイドーンとデーメーテールが馬の姿となって交わってもうけたのが、名馬アレイオーンである。他方、ポセイドーンはメドゥーサとのあいだに有翼の天馬ペーガソスや、クリューサーオール（「黄金の剣を持つ者」の意）をもうけた。
アポローンが戦い勝利することでみずからの聖地とした、ピュートー（デルポイ）を古来より守っていたピュートーンの竜、あるいは大蛇も怪物とも呼べる。
セイレーンは『オデュッセイア』に登場する海の精霊・怪物であるが、人を魅惑する歌で滅びをもたらす。ムーサの娘であるともされるが、諸説あり、元々ペルセポネーに従う精霊だったともされる。『オデュッセアイア』に登場する怪物としては、六つの頭部を持つ女怪スキュラと渦巻きの擬人化とされるカリュブディスなどがいる。

## 神話4：人間の起源

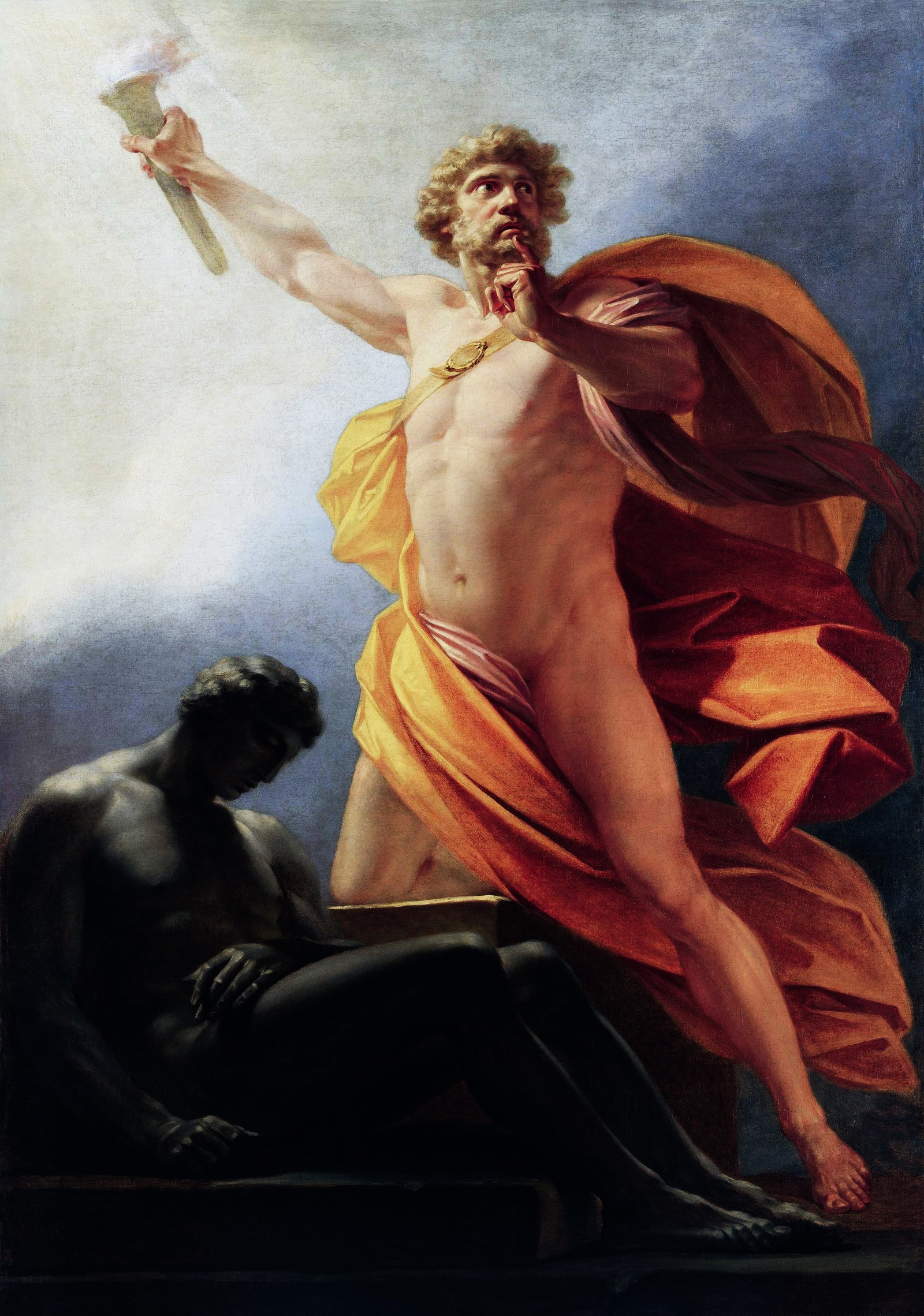
プロメーテウスと火

古代ギリシア人は、神々が存在した往古より人間の祖先は存在していたとする考えを持っていたことが知られている。例えばヘーシオドスの『仕事と日々』にもそのような説明がなされている。他方、『仕事と日々』は構成的には雑多な詩作品を蒐集したという趣があり、『神統記』や『名婦列伝』が備えている整然とした、伝承の整理付けはなく、当時の庶民（とりわけ農耕民）の抱いていた世界観や人生観が印象的な喩え話のなかで語られている。
古来、ギリシア人は「人は土より生まれた」との考えを持っていた。超越的な神が人間の族を創造したのではなく、自然発生的に人間は往古より大地に生きていたとの考えである。しかしこの事実は、人間が生まれにおいて神々に劣るという意味ではなく、オリュンポスの神々も、それ以前の支配者であったティーターンも、元々はすべて「大地（ガイア）の子」である。人間はガイアを母とする、神々の兄弟でもあるのだ。異なる点は、神々は不死にして人間に比べ卓越した力を持つということである。その意味で、神々は貴族であり、人間は庶民だと言える。

### プロメーテウスと最初の女

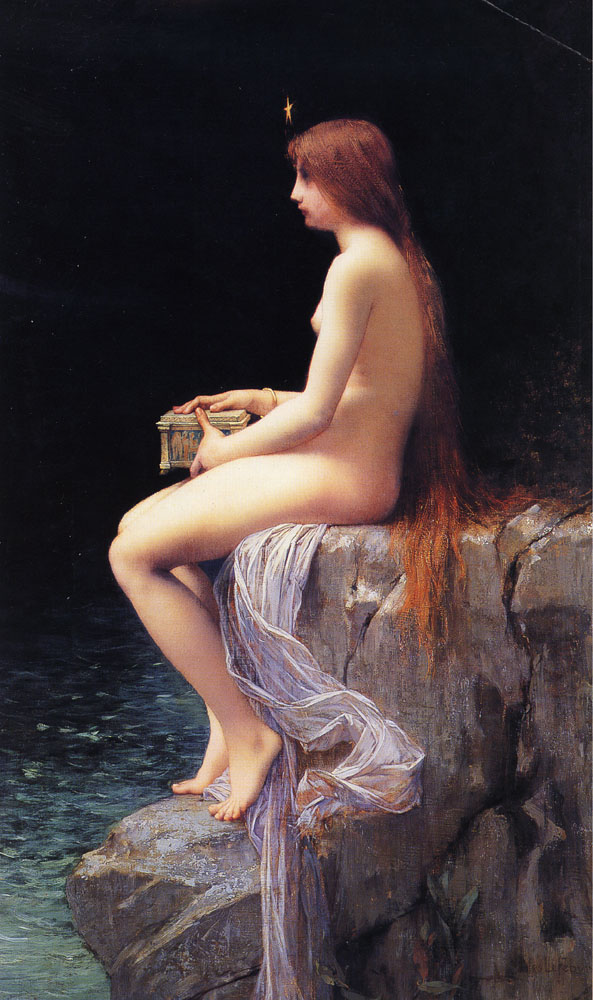
パンドーラー

しかしヘーシオドスは、土より生まれた人という素朴な信念とは異なる、人間と神々のあいだの関係とそれぞれの分（モイラ）の物語を語る。太古にあって人間は未開で無知で、飢えに苦しみ、寒さに悩まされていた。プロメーテウスが人間の状態を改善するために、ゼウスが与えるのを禁じた火を人間に教えた。また、この神は、ゼウスや神々に犠牲を捧げるとき、何を神々に献げるかをゼウスみずからに選択させ、その巧妙な偽装でゼウスを欺いた。
プロメーテウスに欺されたゼウスは報復の機会を狙った。ゼウスはオリュンポスの神々と相談し、一人の美貌の女性を作り出し、様々な贈り物で女性を飾り、パンドーラー（すべての贈り物の女）と名付けたこの女を、プロメーテウスの思慮に欠けた弟、エピメーテウスに送った。ゼウスからの贈り物には注意せよとかねてから忠告されていたエピメーテウスであるが、彼はパンドーラーの美しさに兄の忠告を忘れ、妻として迎える。ここで男性の種族は土から生まれた者として往古から存在したが、女性の種族は神々、ゼウスの策略で人間を誑かし、不幸にするために創造されたとする神話が語られていることになる。

### 五つの時代と人間の生き方
パンドーラーは結果的にエピメーテウスに、そして人間の種族に災いを齎し不幸を招来した。ヘーシオドスは更に、金の種族、銀の種族、青銅の種族についてうたう。これらの種族は神々が創造した人間の族であった。金の種族はクロノスが王権を掌握していた時代に生まれたものである。この最初の種族は神々にも似て無上の幸福があり、平和があり、長い寿命があった。しかし銀の種族、銅の種族と次々に神々が新しい種族を造ると、先にあった者に比べ、後から造られた者はすべて劣っており、銅（青銅）の時代の人間の種族には争いが絶えず、このためゼウスはこの種族を再度滅ぼした。
金の時代と銀の時代は、おそらく空想の産物であるが、次に訪れる青銅の時代、そしてこれに続く英雄（半神）の時代と鉄の時代は、人間の技術的な進歩の過程を跡づける分類である。これは空想ではなく、歴史的な経験知識に基づく時代画期と考えられる。第4の「英雄・半神」の時代は、ヘーシオドスが『名婦列伝（カタロゴイ）』で描き出した、神々に愛され英雄を生んだ女性たちが生きた時代と言える。英雄たちは、華々しい勲にあって生き、その死後はヘーラクレースがそうであるように神となって天上に昇ったり、楽園（エーリュシオンの野）に行き、憂いのない浄福の生活を送ったとされる（他方、オデュッセウスが冥府にあるアキレウスに逢ったとき、亡霊としてあるアキレウスは、武勲も所詮空しい、貧しく名もなくとも生きてあることが幸福だ、とも述懐している）。

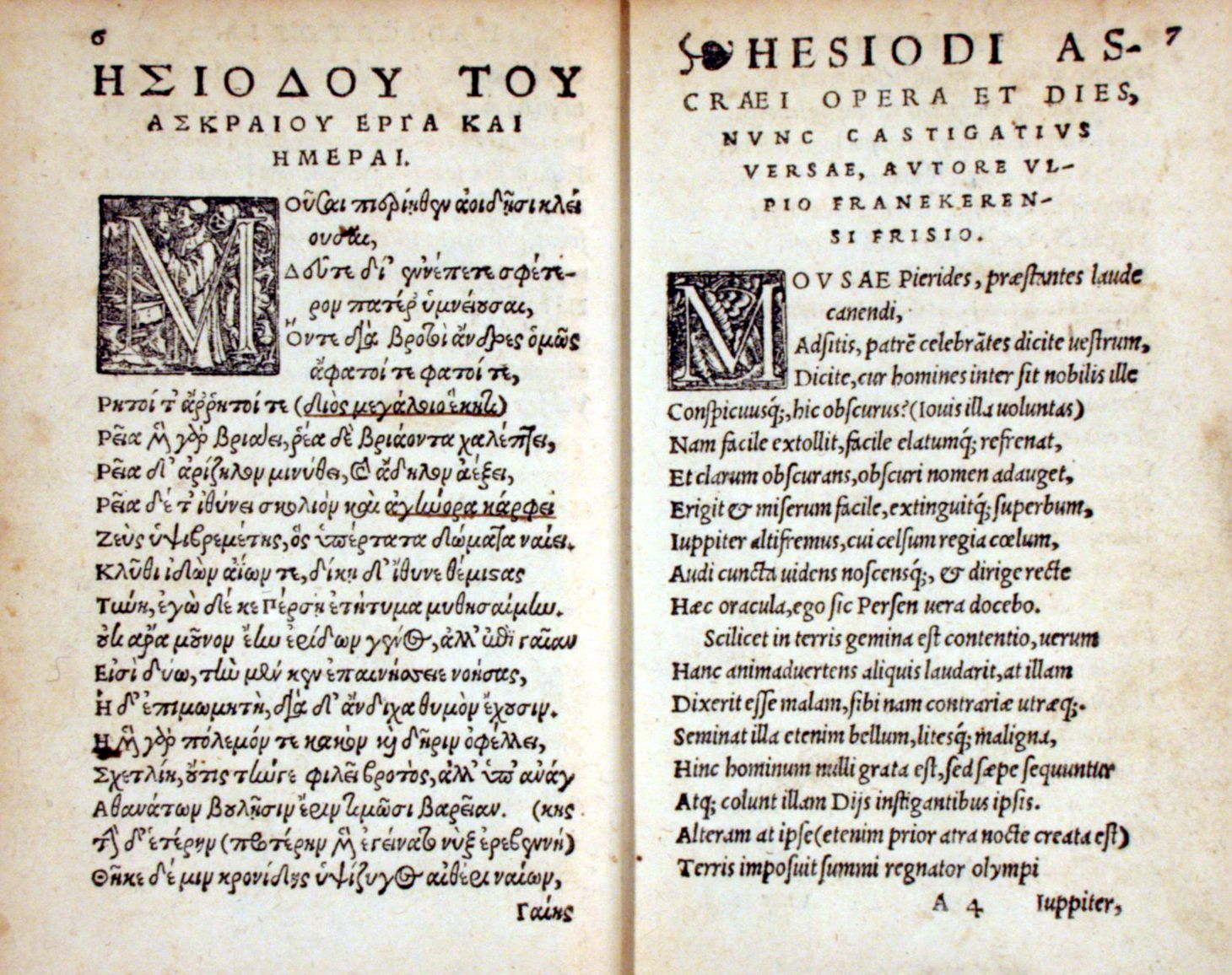
『仕事と日々』

英雄の時代が去っていまや「鉄の時代」となり、人の寿命は短く、労働は厳しく、地は農夫に恵みを与えること少なく、若者は老人を敬わず、智慧を尊重しない……これが、我々がいま生きている時代・世界である、とヘーシオドスはうたう。このような人生や世界の見方は、詩人として名声を得ながらも、あくまで一介の地方の農民として暮らしを立てて行かねばならなかったヘーシオドスの人生の経験が反映しているとされる。世には、半神たる英雄を祖先に持つと称する名家があり、貴族がおり、富者がおり、世の中には矛盾がある。しかし、神はあくまで善なる者で、人は勤勉に労働し、神々を敬い、人間に与えられた分を誠実に生きるのが最善である。
一方で、武勲を称賛し、王侯貴族の豪勢な生活や栄誉、詩や音楽や彫刻などの芸術の高みに、恵まれた人は立ち得る。しかし庶民の生活は厳しいものであり、そこで人間としていかに生きるか、ヘーシオドスは神話に託して、人間のありようの諸相をうたっていると言える。

## 神話5：英雄の誕生
ギリシア神話においては、ヘーシオドスが語る五つの時代の最後の時代、すなわち現在である「鉄の時代」の前に、「英雄の時代」があったとされる。英雄とは、古代ギリシア語でヘーロース（hērōs, ἥρως）と呼ぶが、この言葉の原義は「守護者・防衛者」である。しかしホメーロスでは、君公、あるいは殿の意味で、支配者・貴族・主人について一般的に使用されていた。

### 英雄崇拝の歴史
神話学者キャンベルは、英雄神話を神話の基幹に置いたが、彼の描く英雄とは、危険を犯して超自然的領域に分け入り勝利し、人々に恩恵を授ける力（force）を獲得した者である。古代ギリシアの英雄は、守護者の原義を持つことからも分かる通り、超自然の世界に分け入って「力」を獲得する者ではない。文献や考古学によれば、ミュケーナイ時代には存在しなかった「英雄信仰」が、ギリシアの暗黒時代を通じて、ホメーロスの頃に出現する。
ここで崇拝される英雄は「力に満ちた死者」であり、その儀礼は、親族の死者への儀礼と、神々への儀礼の中間程度に位置していた。祀られる英雄ごとで様々な解釈があったが、祭儀におけるヘーロースは、都市共同体や個人を病や危機から救済し恩恵をもたらした者として理解された。このような崇拝の対象が叙事詩に登場する英雄に比定された。時が経つにつれ、ヘーロースの範型に該当すると判断された人物、すなわち神への祭祀を創始した者や、都市の創立者などには、神託に基づいて英雄たる栄誉が授与され、彼らは「英雄」と見なされた。
ギリシアの英雄は半神とも称されるが、多くが神と人間のあいだに生まれた息子で、半分は死すべき人間、半分は不死なる神の血を引く。このような英雄は、「力ある死者」のなかでも神に近い崇拝を受けていた者たちで、ヘーラクレースの場合は、英雄の域を超えて神として崇拝された。英雄は、都市の創立者として子孫を守護し、またときに、敵対する者の子孫に末代まで続く呪いをかけた。死して勲を残す英雄は、守護と呪いの形で、その死後に強い力を発揮した者でもある。

#### ゼウスの息子
英雄は古代ギリシアの名家の始祖であり、祭儀や都市の創立者であり名祖であるが、その多くはゼウスの息子である。ゼウスはニュンペーや人間の娘と交わり、数多くの英雄の父となった。数々の王家が神の血を欲した。

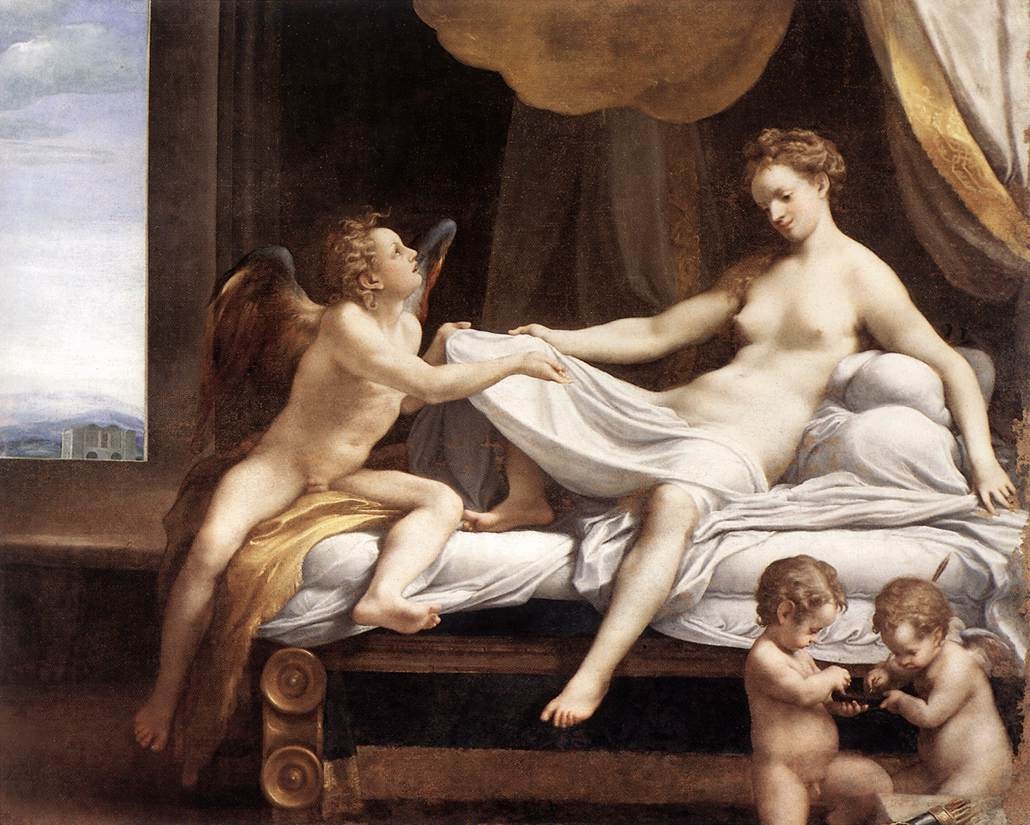
ダナエーと金の雨

数々の冒険と武勇譚で知られ、数知れぬ子孫を残したとされるヘーラクレースはゼウスと人間エーレクトリュオーンの娘アルクメーネーのあいだに生まれた。ゼウスは彼女の夫アンピトリュオーンに化け、更にヘーリオスに命じて太陽を三日間昇らせず彼女と交わって英雄をもうける。また白鳥の姿になってレーダーと交わり、ヘレネー及びディオスクーロイの兄弟をもうけた。アルゴス王アクリシオスの娘ダナエーの元へは黄金の雨に変身して近寄りペルセウスをもうけた。テュロス王アゲーノールの娘エウローペーの許へは、白い牡牛となって近寄り、彼女を背に乗せるとクレーテー島まで泳ぎわたった。そこで彼女と交わってミーノースやラダマンテュス等をもうける。

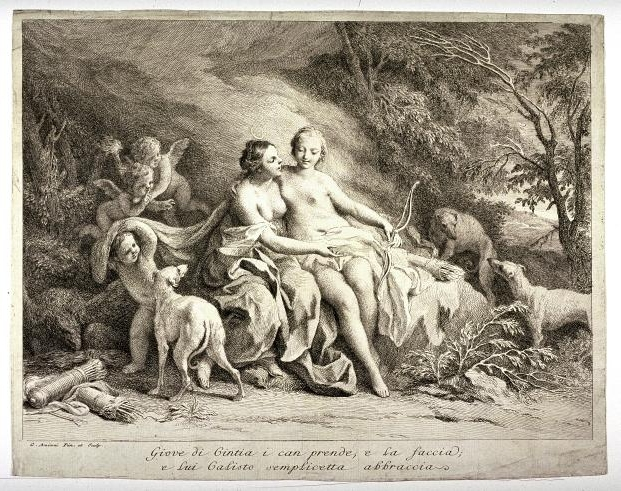
カリストーを誘惑するゼウス

ゼウスはまた、アルテミスに従っていたニュンペーのカリストーに、アルテミスに化けて近寄り交わった。こうしてアルカディア王家の祖アルカスが生まれた。プレイアデスの一人エーレクトラーとの間には、トロイア王家の祖ダルダノスと、後にデーメーテール女神の恋人となったイーアシオーンをもうける。イーオーはアルゴスのヘーラーの女神官であったが、ゼウスが恋して子をもうけた。ヘーラーの怒りを恐れたゼウスはイーオーを牝牛に変えたが、ヘーラーは彼女を苦しめ、イーオーは世界中を彷徨ってエジプト（アイギュプトス）の地に辿り着き、そこで人の姿に戻り、エジプト王となるエパポスを生んだ。エウローペーはイーオーの子孫に当たる。
アトラースの娘プルートーとの間には、神々に寵愛されたが冥府で劫罰を受ける定めとなったタンタロスをもうける。またゼウスはニュンペーのアイギーナを攫った。父親であるアーソーポス河神は娘の行方を捜していたが、コリントス王シーシュポスが二人の行き先を教えた。寝所に踏み込んだ河神は雷に打たれて死に、またシーシュポスはこの故に冥府で劫罰を受けることとなった。アイギーナからはアイアコスが生まれる。同じくアーソーポス河神の娘とされる（別の説ではスパルトイの子孫）アンティオペーは、サテュロスに化けたゼウスと交わりアンピーオーンとゼートスを生んだ。アンピーオーンはテーバイ王となり、またヘルメースより竪琴を授かりその名手としても知られた。プレイアデスの一人ターユゲテーとも交わり、ラケダイモーンをもうけた。彼は、ラケダイモーン（スパルテー）の名祖となった。エウリュメドゥーサよりはミュルミドーン人の名祖であるミュルミドーンをもうけた。

#### 他の神々の息子

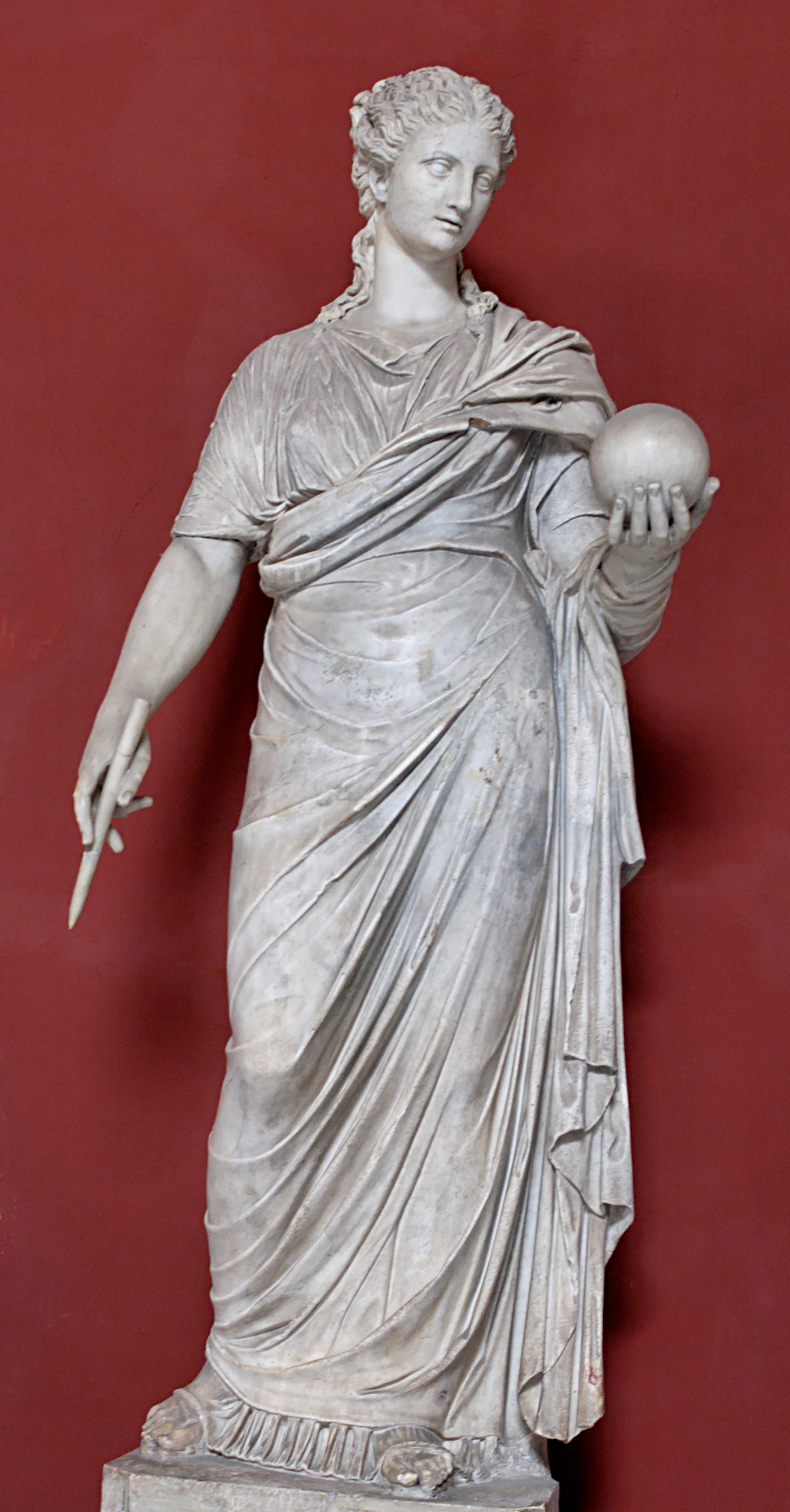
ムーサ・ウーラニアー

アポローンは数々の恋愛譚で知られるが、彼の子とされる英雄は、まずムーサの一柱ウーラニアーとの間にもうけた名高いオルペウスがある（別説では、ムーサ・カリオペーとオイアグロスの子）。ラピテース族の王の娘コローニスより、死者をも生き返らせた名医にして医神アスクレーピオスをもうけた。予言者テイレシアースの娘マントーからは、これも予言者モプソスをもうける。ミーノースの娘アカカリスはアポローンとヘルメース両神の恋人であったが、アポローンとの間にナクソス島の名祖ナクソス、都市の名祖ミーレートス等を生んだ。彼女はヘルメースとの間にも、クレーテー島のキュドーニスの創建者キュドーンをもうけた。
他方、ポセイドーンは、アテーナイ王アイゲウスの妃アイトラーとの間にテーセウスをもうけたとされる。またエウリュアレーとの間にはオーリーオーンを（別説では、彼はガイアの息子ともされる）、テューローとの間には双生の兄弟ネーレウスとペリアースをもうけた。エパポスの娘でニュンペーのリビュエー（リビュアー）と交わり、テュロス王アゲーノールとエジプト王ペーロスの双子をもうける。ラーリッサを通じて、ペラスゴス（ペラスゴイ人の祖とは別人）、アカイオス、プティーオスをもうけた。アカイオスはアカイア人の祖とされ、プティーオスはプティーアの名祖とされる。オルコメノスのミニュアース人の名祖とされるミニュアースもポセイドーンの子とされるが、孫との説もある。
鍛冶の神ヘーパイストスは、アテーナイの神話的な王エリクトニオスの父とされる。彼はアテーナーに欲情し女神を追って交わらんとしたが、女神が拒絶し、彼の精液はアテーナーの脚にまかれた。女神はこれを羊毛で拭き大地に捨てたところ、そこよりエリクトニオスが生まれたとされる。
リュカーオーンは、アルカデイア王ペラスゴスとオーケアノスの娘メリボイア、またはニュンペーのキューレーネーの子とされる。彼は多くの息子に恵まれたが、息子たちは傲慢な者が多く神罰を受けたともされる。アルカディアの多くの都市が、リュカーオーンの息子たちを、都市の名祖として求めた形跡がある。また、アプロディーテーは、トロイア王家の一員アンキーセースとのあいだにアイネイアースを生んだ。アイネイアースは後にローマの神話的祖先ともされた。アイアの金羊毛皮をめぐる冒険譚「アルゴー号の航海譚」に登場するコルキス王アイエーテースは、ヘーリオスとオーケアノスの娘ペルセーイスの子である。
トロイア戦争の英雄であり、平穏な長寿よりも、早世であっても、戦士としての勲の栄光を選んだアキレウスは、ペーレウスと海の女神テティスのあいだの息子である。

### 英雄崇拝とその栄光

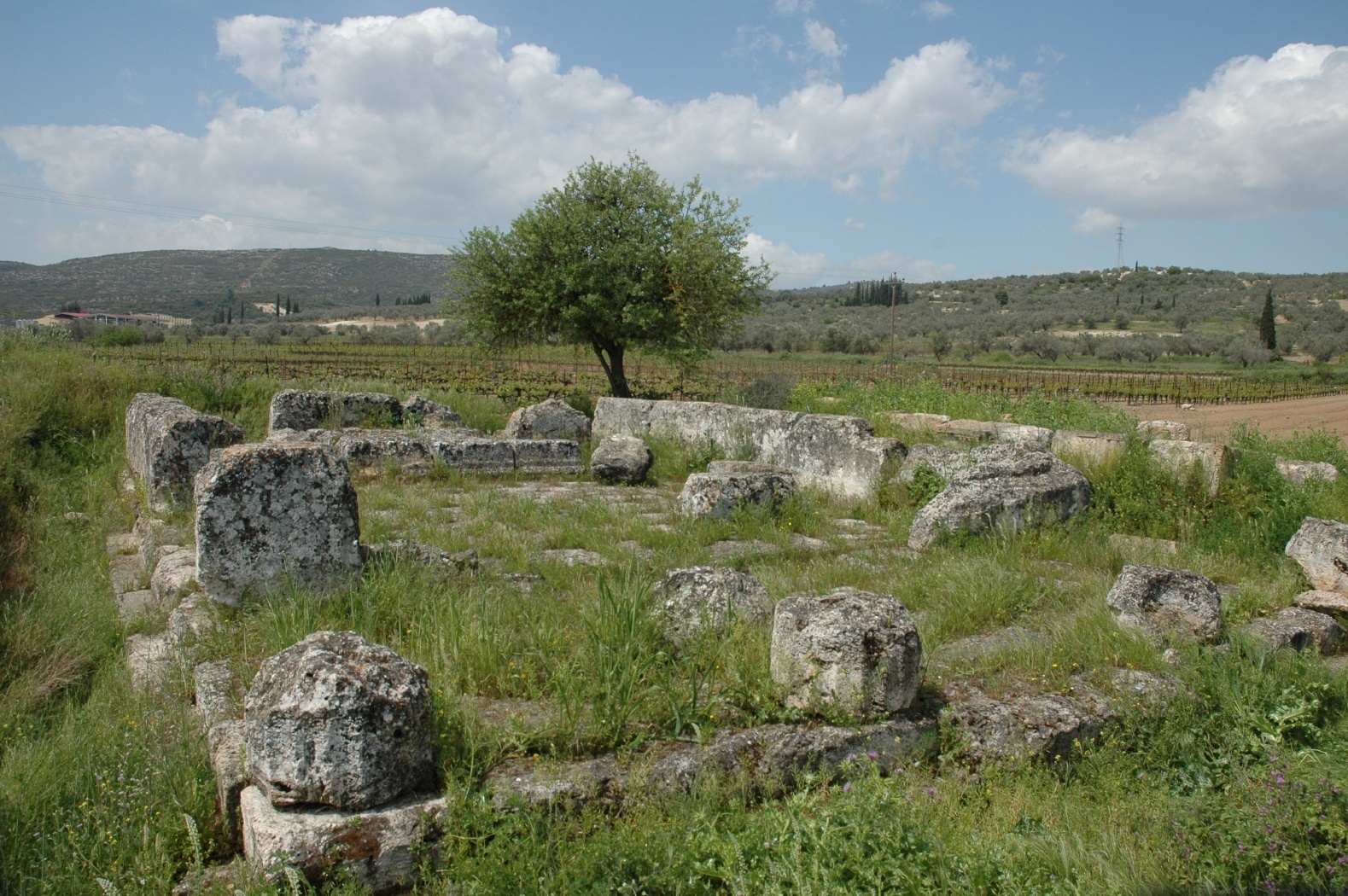
ヘーラクレース神殿跡

ピエール・グリマルによれば、ヘーラクレースとその数々の武勇譚はミュケーナイ時代に原形的な起源を持つもので、考古学的にも裏付けがあり、またその活動は全ギリシア中に足跡を残しているとされる。ヘーラクレースは神と同じ扱いを受け、彼を祭祀する神殿あるいは祭礼はギリシア中に存在した。古代ギリシアの名家は、競ってその祖先をヘーラクレースに求め、彼らはみずから「ヘーラクレイダイ（ヘーラクレースの後裔）」と僭称した。
アキレウスもまた、アガメムノーンなどと同様に、いまは忘却の彼方に沈んだその原像がミュケーナイ時代に存在したと考えられるが、彼は「神々の愛した者は若くして死ぬ」とのエピグラムの通り、神々に愛された半神として、栄誉のなか、人間としてのモイラ（定業）にあって、英雄としての生涯を終えた。彼の勲と栄光はその死後にあって光彩を放ち人の心を打つのである。

## 神話6：英雄の神話
ギリシア神話に登場する多くの人間は、ヘーシオドスがうたった第4の時代、つまり「英雄・半神」の時代に属している。それらは、すでにホメーロスが遠い昔の伝承、栄えある祖先たちの勲の物語としてうたっていたものである。
彼らの時代がいつ頃のことなのかという根拠については、神話上での時代の相関が一つに挙げられる。他方、考古学資料によるギリシア神話の英雄譚が源流であると考えられる古代の都市遺跡や文化、戦争の痕跡などから推定される時代がある。英雄たちの時代の始まりとしては、プロメーテウスの神話の延長上にあるとも言える「大洪水」伝説を起点に取ることが一つに考えられる。

### 大洪水とデウカリオーン
プロメーテウスの息子デウカリオーンは、エピメーテウスとパンドーラーのあいだの娘ピュラーを妻にするが、大洪水は、このときに起こったとされる。洪水を生き延びたデウカリオーンは、多くの息子・娘の父親となる。ピュラーとのあいだに息子ヘレーンが生まれたが、彼は自分の名を取って、古代ギリシア人をヘレーン（複数形：ヘレーネス）と呼んだ。デウカリオーンの息子・孫には、ドーロス、アイオロス、アカイオス、イオーンがいたとされ、それぞれが、ドーリス人、アイオリス人、アカイア人、イオーニア人の名祖となったとされるが、これには歴史的な根拠はないと思われる。

### アイオロスの裔

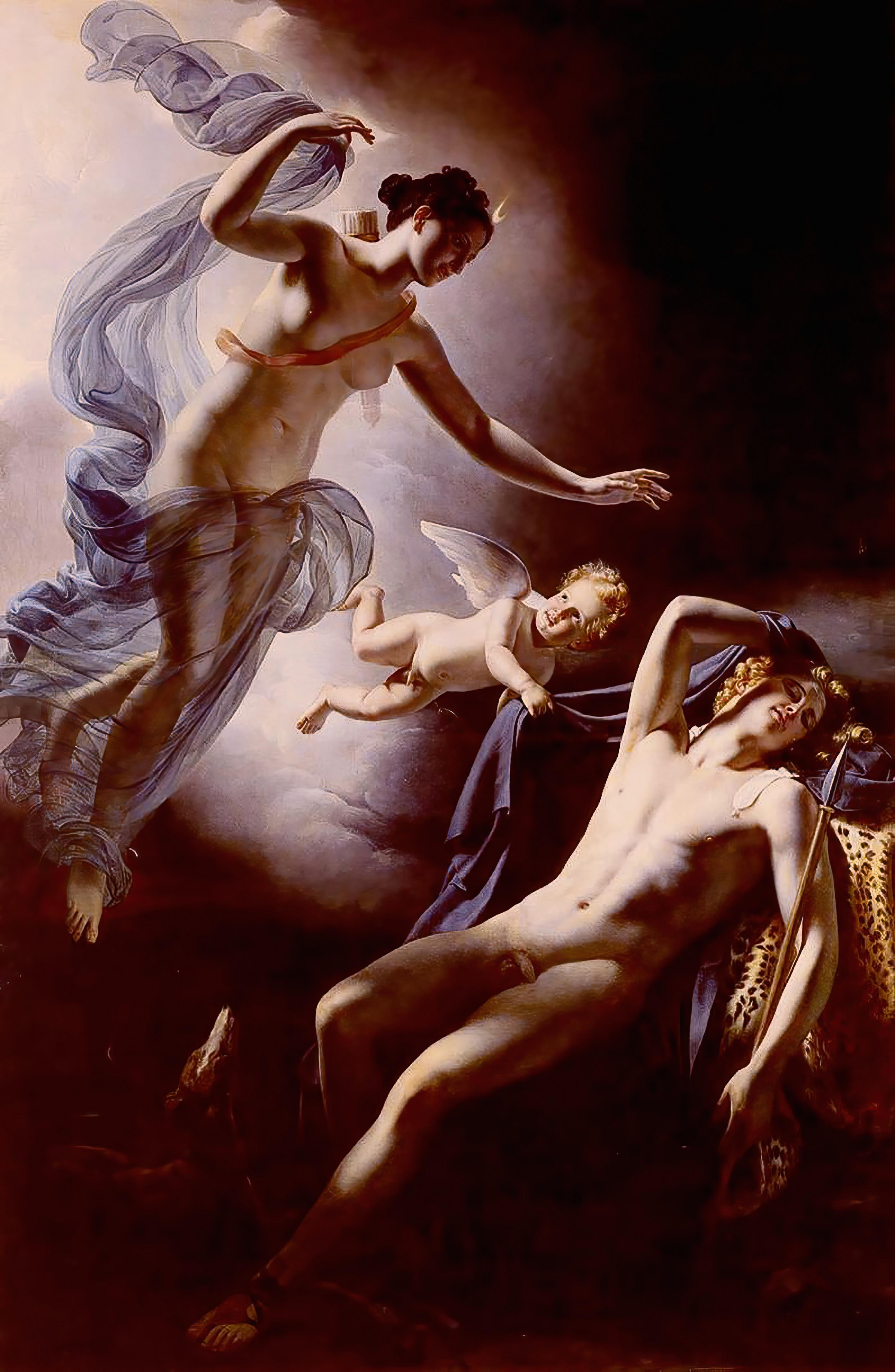
エンデュミオーン

しかし、アイオロスの子孫には、ギリシア神話で活躍する有名な人物がいる。子孫はテッサリアで活躍し、イオールコスに王都を建造した。ハルモスの家系にはミニュアースと、その裔でありアルゴナウタイとして著名なイアーソーン、また医神として後に知られるアスクレーピオスがいる。また孫娘のテューローからは、子孫としてネーレウス（ポントスの子のネーレウス神とは別）、その子でトロイア戦争の智将として知られるピュロス王ネストールがおり、ペリアース、アドメートス、メラムプース、またアルゴス王で「テーバイ攻めの七将」の総帥であるアドラストスなどがいる。ネーレウスはピュロスの王都を建造した。
アイオロスの娘婿アエトリオスの子孫の人物としては、月の女神セレーネーとの恋で知られるエンデュミオーン、カリュドーン王オイネウス、その子のメレアグロス、テューデウス兄弟がいる。メレアグロスはホメーロスでも言及されていたが（『イーリアス』）、猪退治の話は後世になって潤色され、「カリュドーンの猪狩り」として、女勇者アタランテーも含めて多数の英雄が参加した出来事となった。またメレアグロスの姉妹デーイアネイラの夫はヘーラクレースであり、二人のあいだに生まれたヒュロスはスパルテー（ラケダイモーン）王朝の祖である。

### ペロプスの裔
タンタロスは冥府のタルタロスで永劫の罰を受けて苦しんでいるが、その家系にも有名な人物がいる。彼の息子のペロプスは富貴に驕ったタンタロスによって切り刻まれ、オリュンポスの神々への料理として差し出された。この行い故にタンタロスは劫罰を受けたともされるが、以下の別説もある。神々はペロプスを生き返らせ、その後、彼は世に稀な美少年となり、ポセイドーンが彼を愛して天界に連れて行ったともされる。
ペロプスは神々の寵愛を受けてペロポネーソスを征服した。彼の子孫にミュケーナイ王アトレウスがあり、アガメムノーンとその弟のスパルタ王メネラーオスはアトレウスの子孫（子）に当たる（この故、ホメーロスは、「アトレイデース＝アトレウスの息子」と二人を呼ぶ）。アガメムノーンはトロイア戦争のアカイア勢総帥でありクリュタイムネーストラーの夫で、メネラーオスは戦争の発端ともなった美女ヘレネーの夫である。また、アガメムノーンの息子と娘が、ギリシア悲劇で名を知られるオレステース、エーレクトラー、イーピゲネイアとなる。
ミュケーナイ王家の悲劇に密接に関連するアイギストスもペロプスの子孫で、オレステースと血が繋がっている。他方、アトレウスの兄弟とされるアルカトオスの娘ペリボイアは、アイアコスの息子であるサラミス王テラモーンの妻であり、二人のあいだの息子がアイアースである。また、テラモーンの兄弟でアイアコスのいま一人の息子がペーレウスで、「ペーレウスの息子＝ペーレイデース」が、トロイア戦争の英雄アキレウスとなる。

### テーバイ王家とクレーテー王家

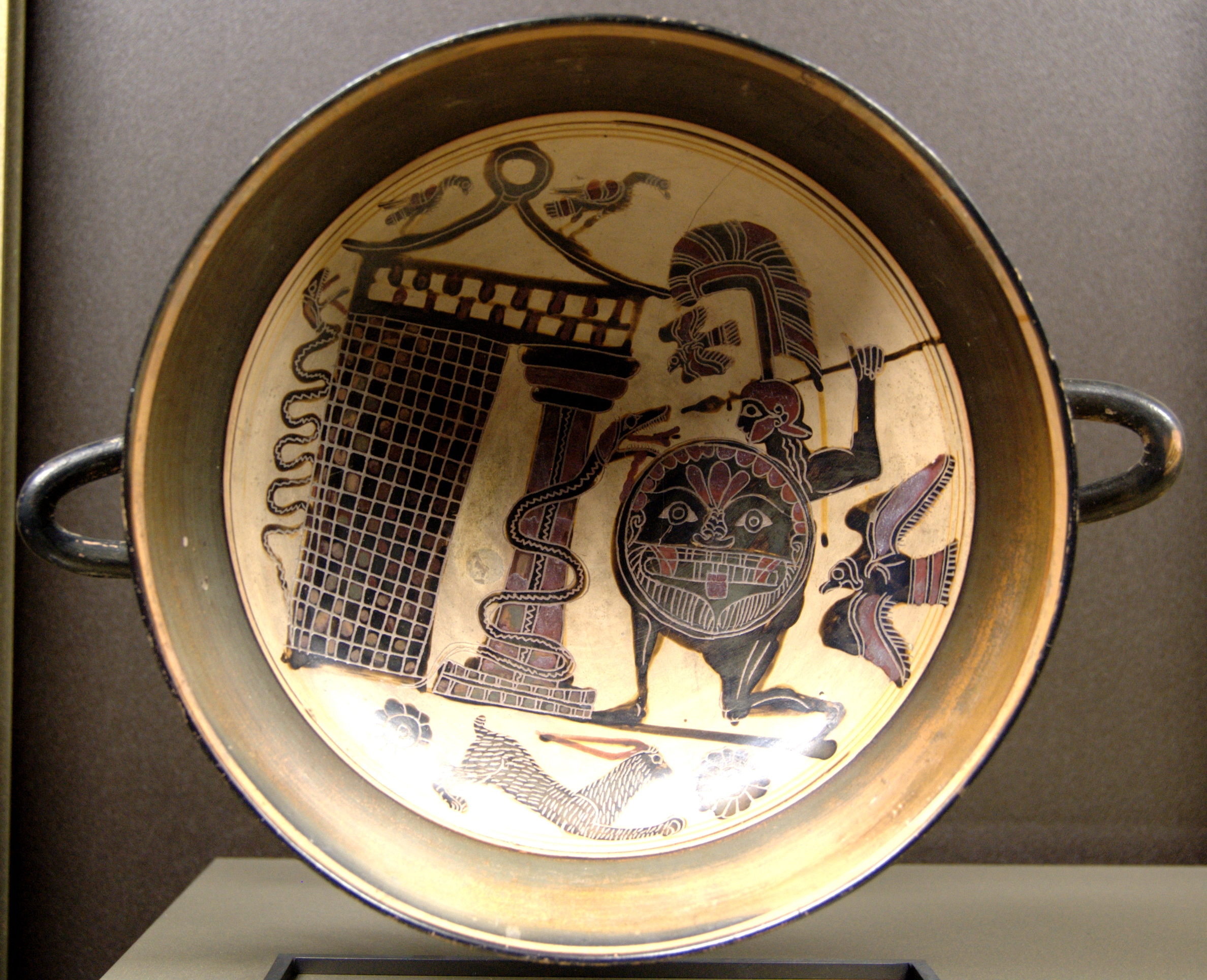
竜と戦うカドモス

リビュエーは雌牛となったイーオーの孫娘に当たる。リビュエーと海神ポセイドーンの間に生まれたのがポイニーケー王アゲーノールで、テーバイ王家の祖であるカドモスと、クレーテー王家の祖とも言える娘エウローペーは彼の子である。
カドモスは、スパルトイ（蒔かれた人々）と呼ばれる竜の歯から生まれた戦士を配下としたことでよく知られる。カドモスの娘にはセメレーがあり、彼女はゼウスの愛を受けてディオニューソスを生んだ。カドモスの孫にあたるテーバイ王ペンテウスは、ディオニューソス信仰を否定したため、狂乱する女たちに引き裂かれて死んだ。その女たちの中には、彼の母アガウエーや伯母イーノーも含まれていた。ペンテウスとディオニューソスは従兄弟同士となる。カドモスの別系統の孫にはラブダコスがあり、彼はラーイオスの父で、ラーイオスの息子がオイディプースである。オイディプースには妻イオカステーのあいだに娘アンティゴネー等四人の子供がいる。
他方、カドモスの姉妹にエウローペーがあり、彼女はクレーテー王アステリオスの妻であるが、ゼウスが彼女を愛しミーノースが生まれる。ミーノースの幾人かの息子と娘のなかで、カトレウスは娘を通じてアガメムノーンの祖父に当たり、同様に、彼はパラメーデースの祖父である。カトレウスの孫には他にイードメネウスがいる。ミーノースの娘アリアドネーは、本来人間ではなく女神とも考えられるが、ディオニューソスの妻となってオイノピオーン等の子をもうけた。クレーテーの迷宮へと入って行ったテーセウスは、アテーナイ王アイゲウスの息子とも、ポセイドーンの息子ともされるが、ミーノースの娘パイドラーを妻とした。

### トロイア王家

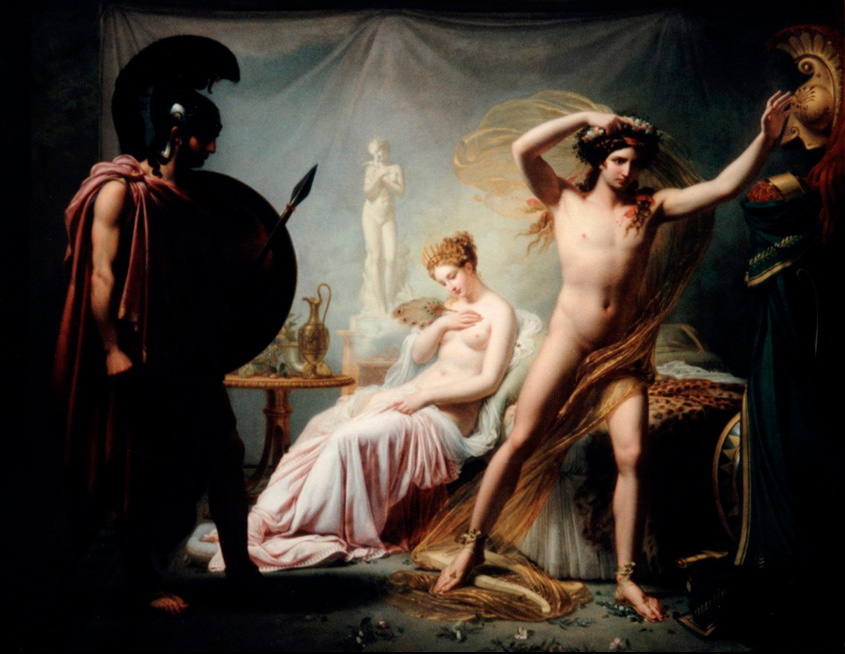
ヘクトールとパリス

トロイア戦争の舞台として名高いトロイアは、アガメムノーンを総帥とするアカイア勢（古代ギリシア人）に侵攻され、十年の戦争の後に陥落した。小アジア西端に位置するこの都城の支配者は、ゼウスを祖とするダルダノスの子孫である。彼はトロイア市を創建し、キュベレー崇拝をプリュギアに導いたとされる。ダルダノスの孫がトロースで、彼がトロイアの名祖である。トロースには三人の息子があり、イーロス、アッサラコス、ガニュメーデースである。ガニュメーデースは美少年中の美少年と言われ、ゼウスが彼を攫ってオリュンポスの酒盃捧持者とした。
イーロスはラーオメドーンの父で、後の老トロイア王プリアモスの祖父である。英雄ヘクトールとパリス（アレクサンドロス）はプリアモスの息子、予言で名高いカッサンドラーは娘である。またヘクトールの妻アンドロマケーは、トロイア陥落後、アキレウスの息子ネオプトレモスの奴隷とされ、彼の子を生む。
他方、トロースの三人の息子の最後の一人アッサラコスはアンキーセースの祖父で、アンキーセースとアプロディーテー女神のあいだに生まれたのがアイネイアースである。トロイア陥落後、彼は諸方を放浪してローマに辿り着く。ウェルギリウスは彼を主人公としてラテン語叙事詩『アエネーイス』を著した。アイネイアースの息子アスカニオス（イウールス）はローマの名家ユーリア氏族 (gens Iulia) の祖とされる。

### 英雄たちの結集
ギリシア神話には、断片的なエピソード以外に、一人の人物あるいは一つの事件が、複雑に展開し、数多くの英雄たちがその物語に関係してくる「複合物語」とも呼べる神話譚がある。
アテーナイの王子であった「テーセウス」の生涯は、劇的な展開を見せ、コルキスの王女メーデイアが義母であったり、その魔術と戦い、クレーテー島の迷宮での冒険を経るなど、ミーノース王やアリアドネーを含め、広い範囲の多数の人物と関わりを持っている。

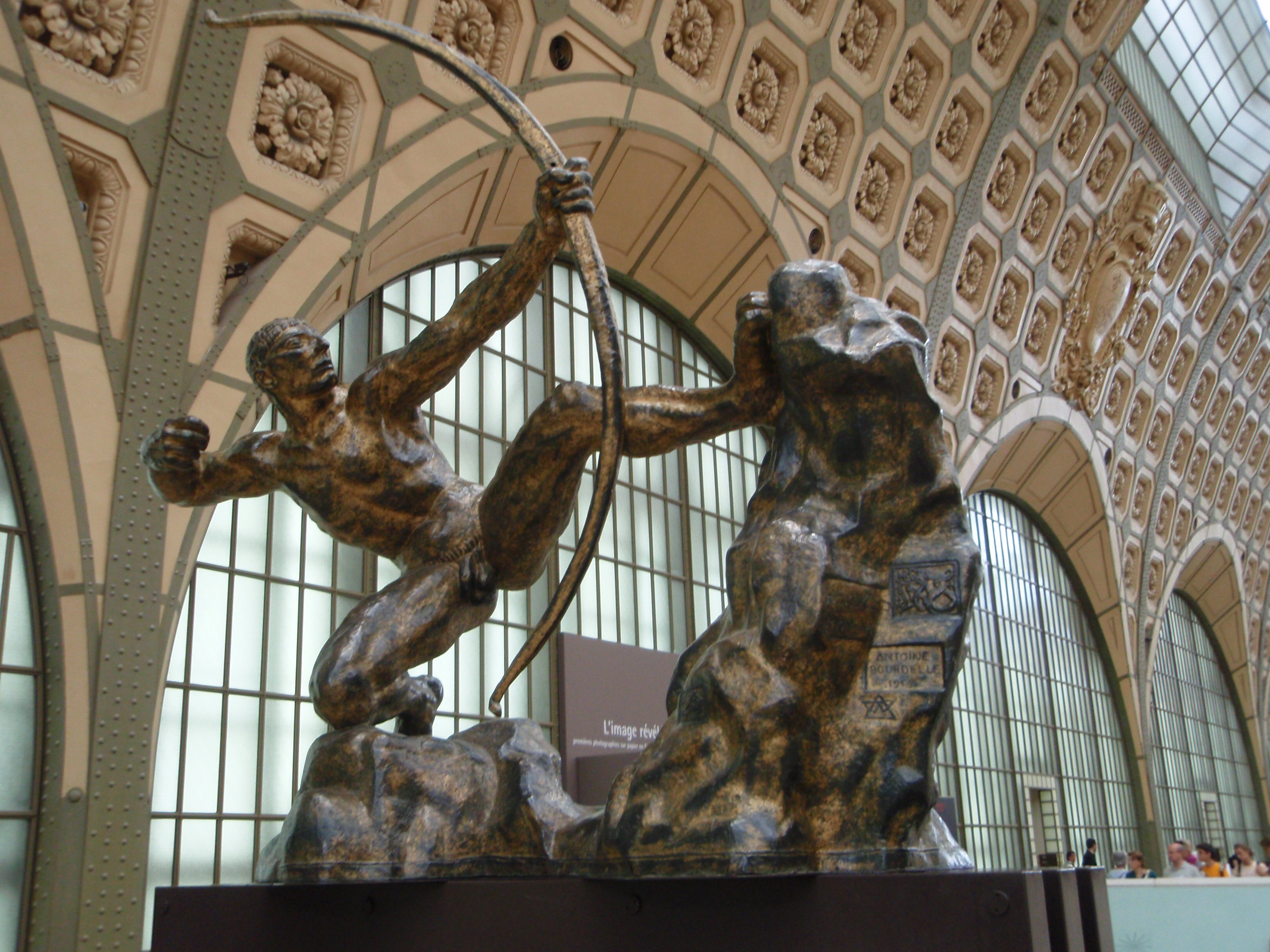
弓を引くヘーラクレース

テーセウスの生涯以上に華麗で、夥しい人物が関係し、また様々な重要事件に参加するヘーラクレースの物語もまた英雄の結集する神話とも言える。彼に課された「十二の難題の物語」だけでも十分に複雑であるが、ヘーラクレースは「アルゴナウタイ」の一員でもある。更に、アポロドーロスによると、彼はゼウスの王権が確立した後に起こったとされるギガース（巨人）たちとの戦いにも参加している。また、オルペウス教の断片的な資料では、原初にクロノス Khronos（時）、別名ヘーラクレースが出現したという記述がある。これが英雄ヘーラクレースかどうか定かではないが、無関係とも言いきれない。
ギリシア中から英雄が集結して冒険に出発するという話としては、イアーソーンを船長とするコルキスの金羊毛皮をめぐる「アルゴナウタイ」の物語が挙げられ、ここではヘーラクレースやオルペウスなども参加している。
また、アドラーストスを総帥とする「テーバイ攻めの七将」の神話やその後日談でもある、七将の息子たちが活躍する『エピゴノイ』も、英雄たちが結集した物語である。メレアグロスの猪退治の伝承が潤色され、拡大した規模で語られるようになった「カリュドーンの猪狩り」の神話もまた、メレアグロスを中心に、カストールとポリュデウケースの兄弟、テーセウス、イアーソーン、ペーレウスとテラモーン、そしてアタランテーなども参加した英雄の結集物語である。

### トロイア戦争
ギリシア神話上で、もっとも古く、もっとも重層的に伝承や神話や物語が蓄積されているのは、「トロイア戦争」をめぐる神話である。古典ギリシアの文学史にあって、紀元前9世紀ないし8世紀に、突如として完成された形で、ホメーロスの二大叙事詩、すなわち『イーリアス』と『オデュッセイア』が出現する。詳細な研究の結果、これらの物語は突如出現したのではなく、その前史ともいうべき過程が存在したことが分かっている。
トロイア戦争をめぐっては、その前提となった「不和の林檎」の事件や、「パリスの審判」の物語、「王妃ヘレネーの誘拐」、ギリシアとトロイアのあいだの交渉、アカイア軍の出陣、そして長期に渡る戦争の経過などが知られている。『イーリアス』は十年に及ぶ戦争のなかのある時点を切り出し、アキレウスの怒りから始まり、代理で出陣したパトロクロスの戦死、ヘクトールとの闘い、そして彼の死と、その葬送のための厳粛な静けさで物語が閉じる。他方、『オデュッセイア』では、トロイア戦争の終結後、故郷のイタケー島へ帰国しようとしたオデュッセウスが嵐に出会い、様々な苦難を経て故郷へと帰る物語が記されている。
トロイア戦争の経過の全貌はどのようなものであったのか、トロイア陥落のための「木馬の計略」の話などは、断片的な物語としては伝わっていたが、完全な形のものは今日伝存していない。しかし、この神話あるいは伝説は、大きな物語圏を築いていた。それは『叙事詩圏』と呼ばれ、二大叙事詩を含む、全8編の叙事詩から成り立っていた。タイトルを挙げると、物語の時系列では、1）『キュプリア』、2）『イーリアス』、3）『アンティオピス』、4）『小イーリアス』、5）『イーリオスの陥落』、6）『帰国物語（ノストイ）』、7）『オデュッセイア』、8）『テーレゴネイア』である。

## 宗教との関係
神話は多くの場合、かつて生きていた宗教や信仰の内実、すなわち世界の「真実」を神聖な物語（文学的表現）または象徴の形で記録したものだと言える。このことは、現在なお信仰され続けている宗教等にも該当する。神話はまた多くの場合、儀礼と密接な関係を持つ。エリアーデは神話は世界を含む「創造を根拠付ける」ものとした。このことは人間の起源の説明が宗教的世界観の一部として大きな意味を持つことからも肯定される。

### ギリシア人と神々への信仰

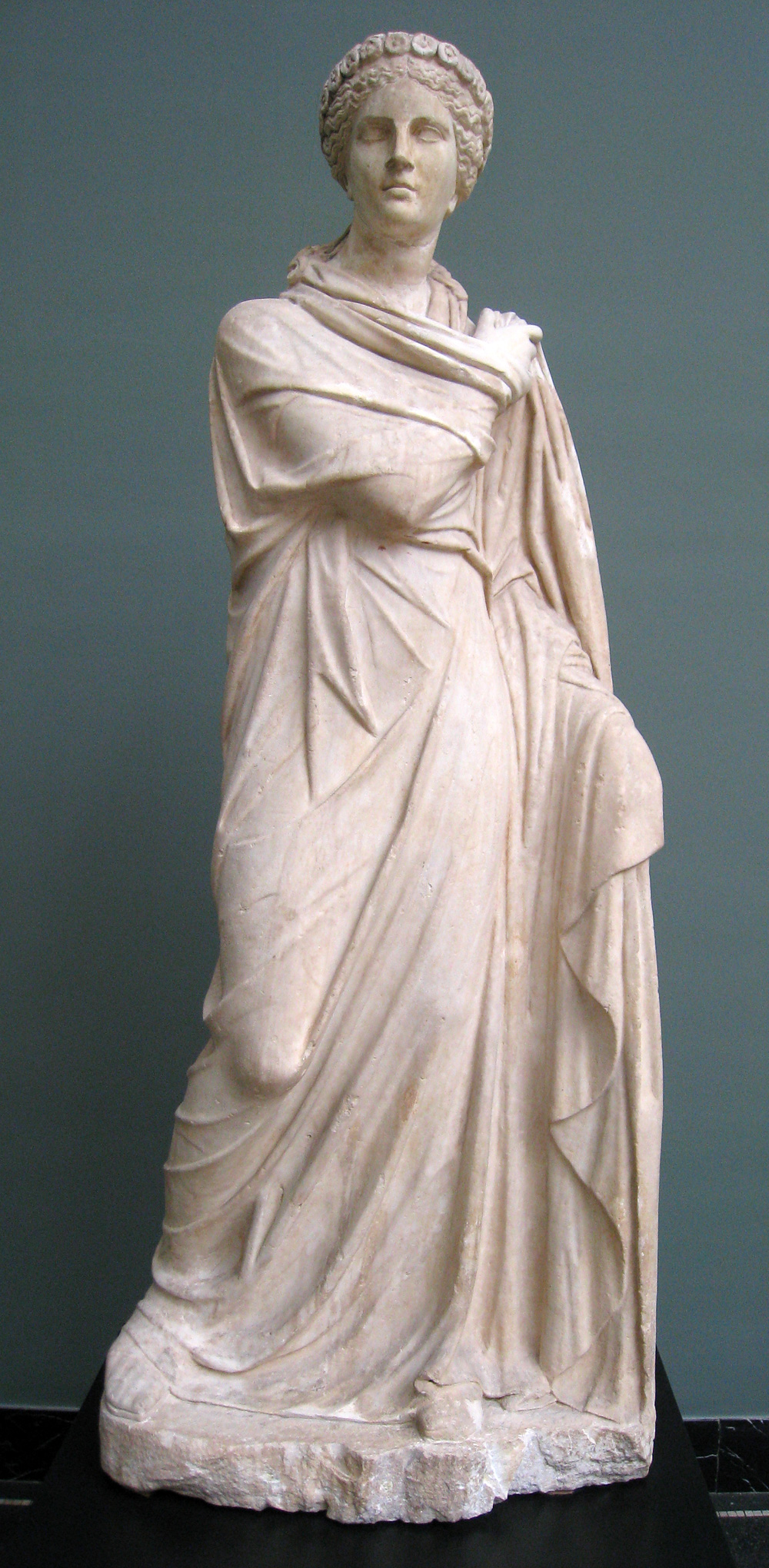
ポリヒュムニアー

古代ギリシア人は人間と非常に似た神々が登場するユニークな神話を持っていたが、彼らはこれらの神々を宗教的信仰・崇拝の対象として考えていたのかについては諸説ある。実際、西欧の中世・近世を通じて、人々はギリシア神話を架空の造り話か寓話の類とも見なしていた。現代においても、ポール・ヴェーヌは、「ギリシア人がその神話」を本当に信仰していたのかをめぐり疑問を提示する。彼は古代ギリシア人がソピステースたちの懐疑主義を経てもロゴスとミュートスの区別が曖昧であったことを批判する。しかしヴェーヌの結論は、古代ギリシア人はやはり彼らの神話を信じていたのだ、ということになる。
また、古代のギリシア人自身の中でも疑問は起こっていたのであり、紀元前6世紀の詩人哲学者クセノパネースは、ホメーロスやヘーシオドスに描かれた神々の姿について、盗みや姦通や騙し合いを行う下劣な存在ではないかと批判している。
ホメーロスやヘーシオドスは、自分たちのうたった神話が「真実」であることに確信を持っていた。この場合、何が真実で、何が偽なのかという規準が必要である。しかし彼らがうたったのは、神々や人間に関する真実であって、造話や虚構と現代人が考えるのは、真実を具象化するための「表現」であり「技法」に過ぎなかった。
神話の重要な与件の一つとして作者の無名性が考えられていた。誰が造ったのでもなく太古の昔より存在するのが神話であった。紀元前7世紀中葉以降、叙事詩的伝統に代わって、個人の感情や思いをうたう抒情詩が誕生する。抒情詩人は超越的な神々の存在について寧ろ無関心であった。しかし、これに続いて出現したギリシア悲劇においては、ムーサ女神への祈りもなく、明らかに彼らが創作したと考えられる物語を劇場で公開するようになる。これによってギリシア神話は人間的奥行きを持ち深化したが、彼らは神話を信じていたのだろうか。悲劇詩人たちはニーチェが洞察したように、コロスの導入によって、そして今一つに「英雄」の概念の変遷により、共同体の真実をその創作に具現していた。彼らはなお神を信仰していたのであるが、神話についてはそうでもなかった。

### ソピステースとプラトーン

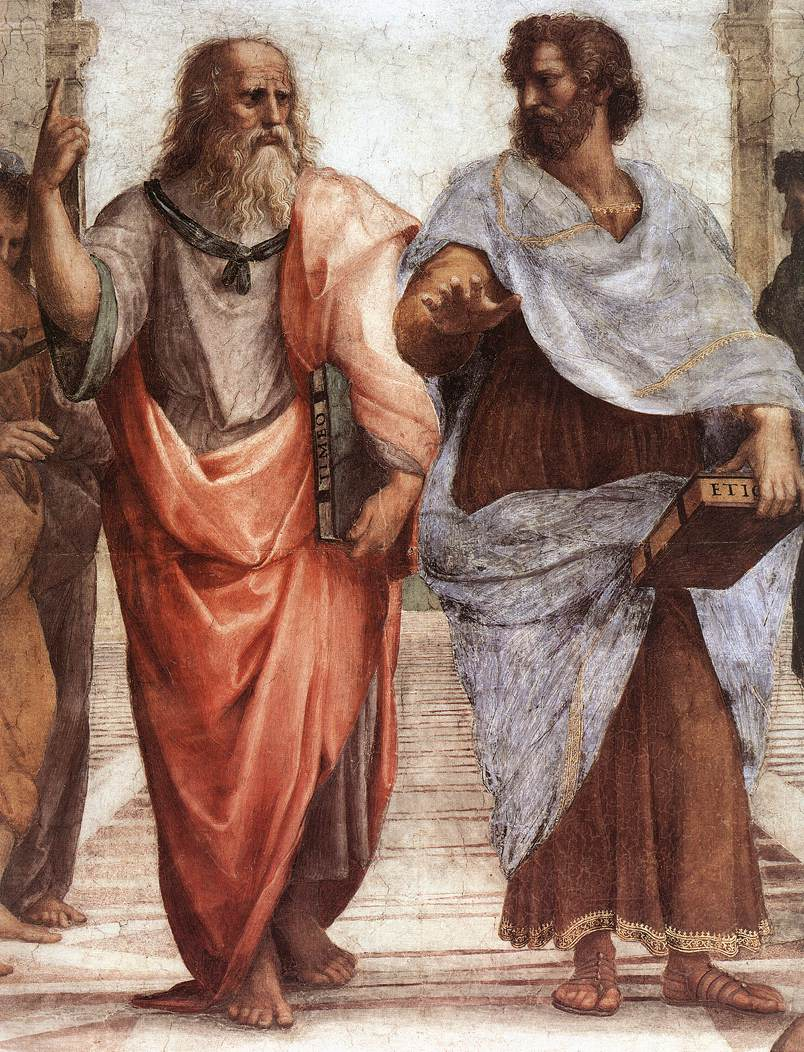
ラファエロ画『アテーナイの学堂』部分。プラトーン(左)とアリストテレース(右)

しかし三大悲劇詩人の活動の背後で、奴隷制を基礎に置くギリシアの諸ポリスは、アテーナイを代表として困難に直面することにもなる。ペルシア戦争での奇蹟的な勝利の後、アテーナイの覇権と帝国主義が勃興するが、ポリスは覇権をめぐって相互に争うようになる。ペロポネーソス戦争で敗北したアテーナイにあって独自な思想を語ったソークラテースはなお敬神の謎めいた人物であったが、彼に先駆するソピステースたちは、神々もまた修辞や議論の為の道具と見なし、プロータゴラースは「神々が存在するのかしないのか、我々には知りようもない」と明言した。
ソークラテースの弟子であり偉大なソピステースたちの論法を知悉していた紀元前4世紀のプラトーンは、古代ギリシアの民主主義の破綻と欠陥を認めず、彼が理想とする国家についての構想を語る。プラトーン以前には、ホメーロスの叙事詩が青少年の教科書でもあり、戦士としての心構え、共同体の一員たる倫理などは彼の二大作品を通じて学ばれていた。しかし、プラトーンは『国家』において、異様な「理想社会」のモデルを提唱した。プラトーンはまずホメーロスと英雄叙事詩を批判し、これをポリスより追放すべきものとした。また、彼の理想の国家にあっては、「悲劇」は有害であるとしてこれも否定した。

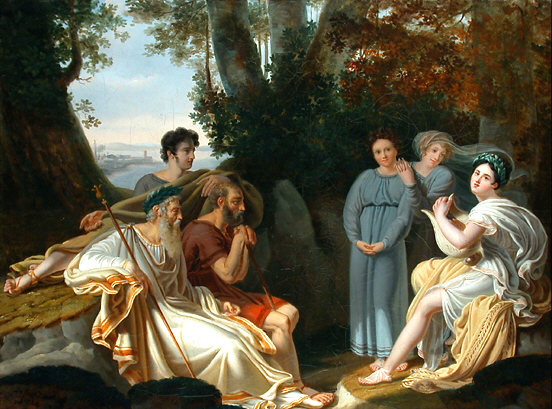
サッポーとホメーロス

しかし、このような特異な思想を語ったプラトーンはまた、時期によっては、神話（ミュートス）を青少年の教育に不適切であるとする一方で、自分の著作に、ふんだんに寓意を用い、真実を語るために「神話」を援用した。ポリスの知識人階級のあいだでは、古来のギリシア神話の神々や英雄は、崇拝の対象ではなく、修辞的な装飾とも化した。こうしてアレクサンドロスがアカイメネース朝を滅ぼし、みずからが神であると宣言したとき、「神々への信仰」はポリス共同体から消え去った、あるいはもはやポリスはこのような宗教的情熱を支えるにはあまりにも変質してしまったのだと言える。神話（ミュートス）が備えていたリアリティは消失し、神話と現実の分離が起こった。
人々の敬神の伝統はそれでもパウサニアースが紀元後になって証言しているようにアテーナイにおいても、またギリシアの地方や田舎にあってなお続いた。一方で、アリストテレースは「歌うたいが法螺をふいている」と著作のなかで断言した。

## 展開と変容
古典学者ピエール・グリマルはその小著『ギリシア神話』の冒頭で、「ギリシア神話」とは何を指す言葉かを説明している。グリマルは、紀元前9-8世紀より紀元後3-4世紀にあって、ギリシア語話圏で行われていた各種の不思議な物語、伝説等を総称して「ギリシア神話」とする。この広範な神話圏は、紀元前4世紀末または前3世紀初にあって内容的・形式的に大きな変容を経過する。一つのは文献学の発達と、書物の要約作成によってであり、いま一つは、生きた神々への敬神の表現でもあった詩作品などに代わる、娯楽を目的とした作品の登場によってである。

### 文献学と娯楽作品

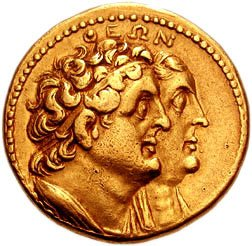
神王プトレマイオス1世

ギリシアの諸ポリスは、アレクサンドロスの統一とオリエント征服によって事実上消滅した。アレクサンドロスはエジプトに自己の名を付けた新都、アレクサンドレイアを建設した。エジプトを継承したディアドコイの一人プトレマイオスはそこに世界最大と称されたアレクサンドレイア図書館を建造し、夥しい蔵書の収集に着手すると共に、ヘレニズムの世界に優秀な学者を求めた。今日伝存する多くの古代の文献・文書はこの時代に編纂され、あるいは筆写され写本として残ったものである。
図書館はアレクサンドレイア以外にもペルガモンなどが著名であった。図書館は鎖されていたとはいえ、高い評価を受けた作品は、筆写されて、教養人・貴族などに広がっていった。図書館は大量の書物について、その内容要約書をまた編集していた。長い原著を読むよりも、学者が整理した原著の要約を読むことで、無教養な俄成金などは自己の見せかけの知識を喧伝できた。あるいは諸種の伝説について、主題ごとの見取り図を与えるために書籍が編纂された。このような「集成」本のなかでも、もっとも野心的であったのが、紀元前2世紀のアテーナイの文献学者アポロドーロスのものと長く考えられていた、アポロドーロスの『ビブリオテーケー』（ギリシア神話文庫）である。
一方、帝政ローマ期の貴族や富裕な階層の人々は、古代ギリシアの神々への崇拝や敬神の念とは関係なく、純粋に面白く色恋の刺激となる物語を好んだ。これらの嗜好の需要に合わせ、オウィディウスなどは、神々への敬神などとは無縁な、娯楽目的の『変身物語』を著し、また同じような意味でアープレーイウスは『黄金の驢馬』を著した。オウィディウスの書籍はギリシア神話全体を扱うもので、体系的な著作とも言えるが、しかし気楽に読むことのできる短いエピソードの集成でもあった。

## 現代の神話研究と神話学
ギリシア神話の宗教としての「真実」の開示の機能は、このようにしてヘレニズムの時代にその終焉を迎えたと言える。新しく勃興したキリスト教は、まさに神話を否定したプラトーンの思想の延長上にあるとも言えたが、この後、千年以上にわたって続く西欧の精神の歴史のなかで、ギリシア神話はもはや宗教ではなく、この神話に登場する逸話や神々を、自然現象の寓意とも、娯楽のための造話とも見なしていた。
19世紀アメリカの文学者であるトマス・ブルフィンチはギリシア・ローマ神話に関する一般向けの概説書を著したが（Bulfinch's Mythology, 『ギリシア神話と英雄伝説』）、「神話の起源」について次のような四つの説をまとめ紹介している。1）神話は『聖書』の物語の変形である。2）神話はすべて歴史的事実の反映であり、後世の加筆や粉飾で元の姿が不明となったものである。3）神話は道徳・哲学・宗教・歴史の真理などを寓意的に表現したものである。4）神話は多様な自然現象の擬人化である。この最後の解釈は、19世紀初頭のワーズワースの詩作品に極めて明瞭に表出されているとする。

### 19世紀と比較神話学

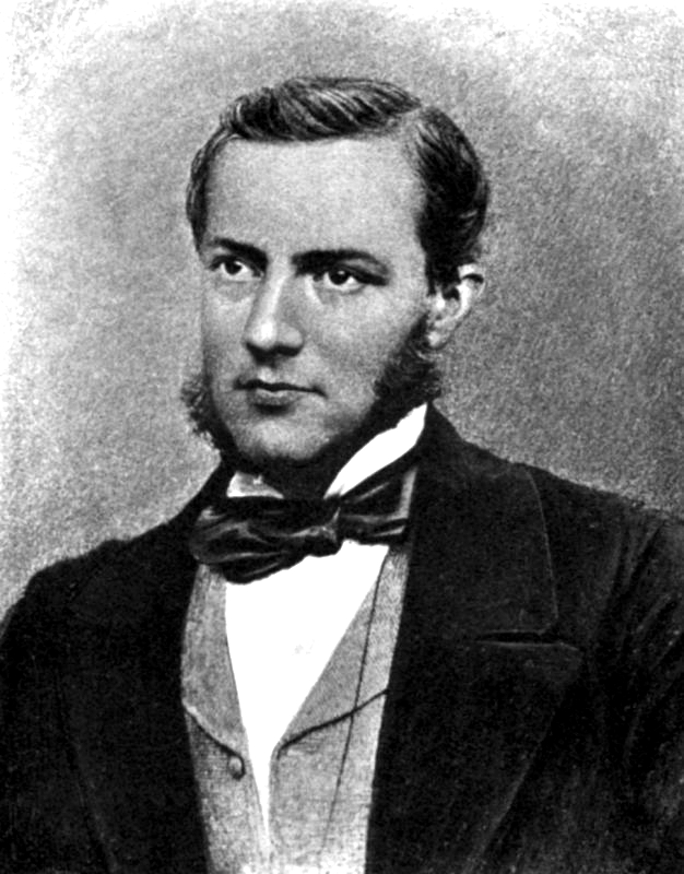
マックス・ミュラー

神話の解釈や研究において大きな刺激となったのは、19世紀にあっては、印欧語の比較研究より生まれた比較言語学である。ドイツ生まれで、後半生をイギリスに生き研究を行ったマックス・ミュラーは比較神話学という形の神話解釈理論を提唱した。比較言語学の背景にある思想は当時西欧を席巻していた進化論と進歩主義的歴史観である。ミュラーは、ギリシア神話をインド神話などと比較した上で、これらの神話の意味は、最終的には太陽をめぐる自然現象の擬人化であるとする神話論を主張した。

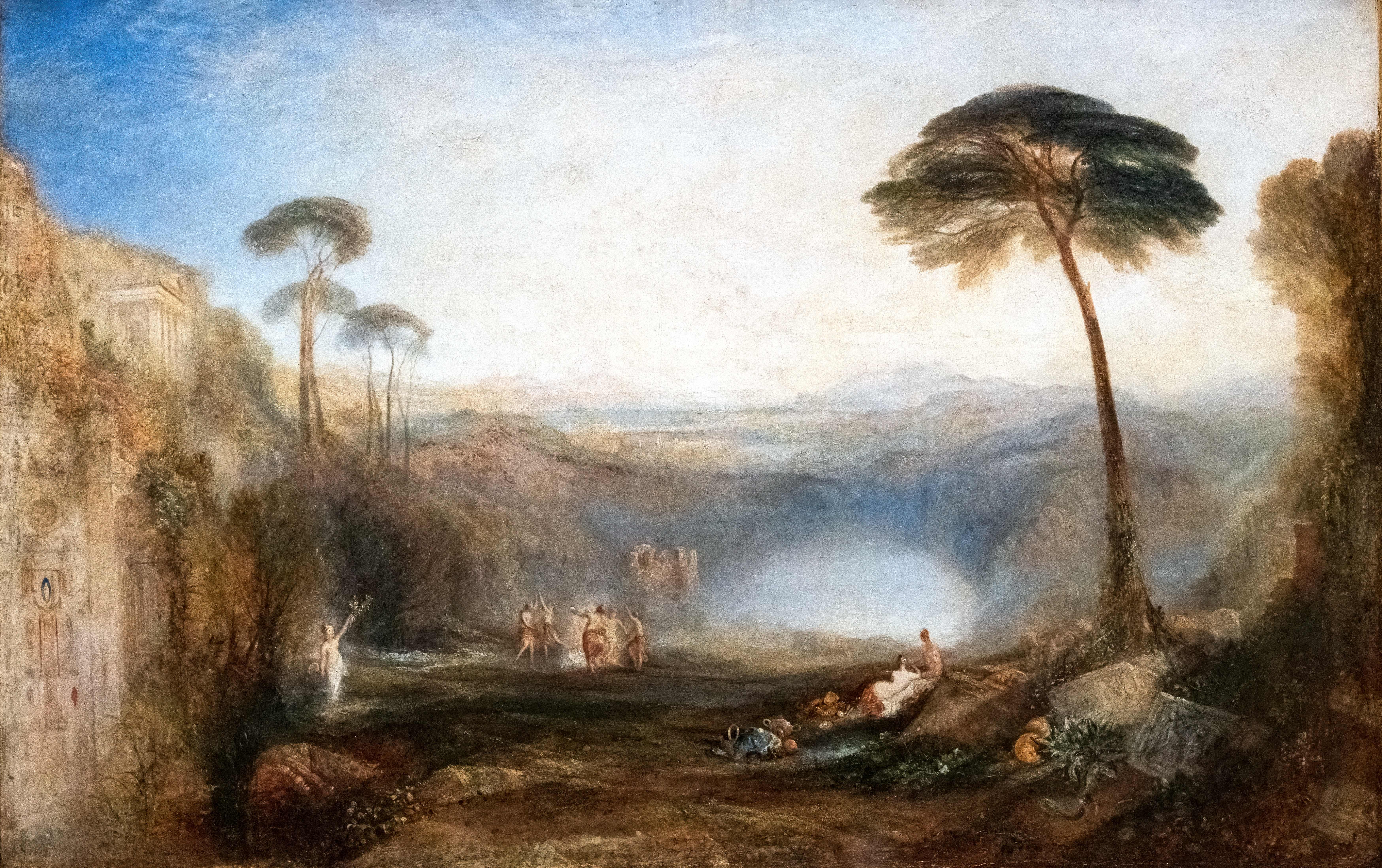
『金枝篇』ターナー画

ジェームズ・フレイザーはミュラーと同じく自然神話学を唱えたが、彼は浩瀚な『金枝篇』において王の死と再生の神話を研究し、神話は天上の自然現象の解釈ではなく、地上の現象と社会制度のありようの反映であるとした。また神話は呪術的儀礼を説明するために生み出されたとも主張した。ミュラーの解釈では、ゼウスは太陽の象徴で神々の物語も、太陽を中心とする自然現象の擬人的解釈であるということになる。他方、フレイザーでは、「死して蘇る神」の意味解明が中心主題となる。エレウシースの秘儀がこのような神話であり、ディオニューソスもまた死して後、ザグレウスとして復活する。

### 構造と普遍的な神話学

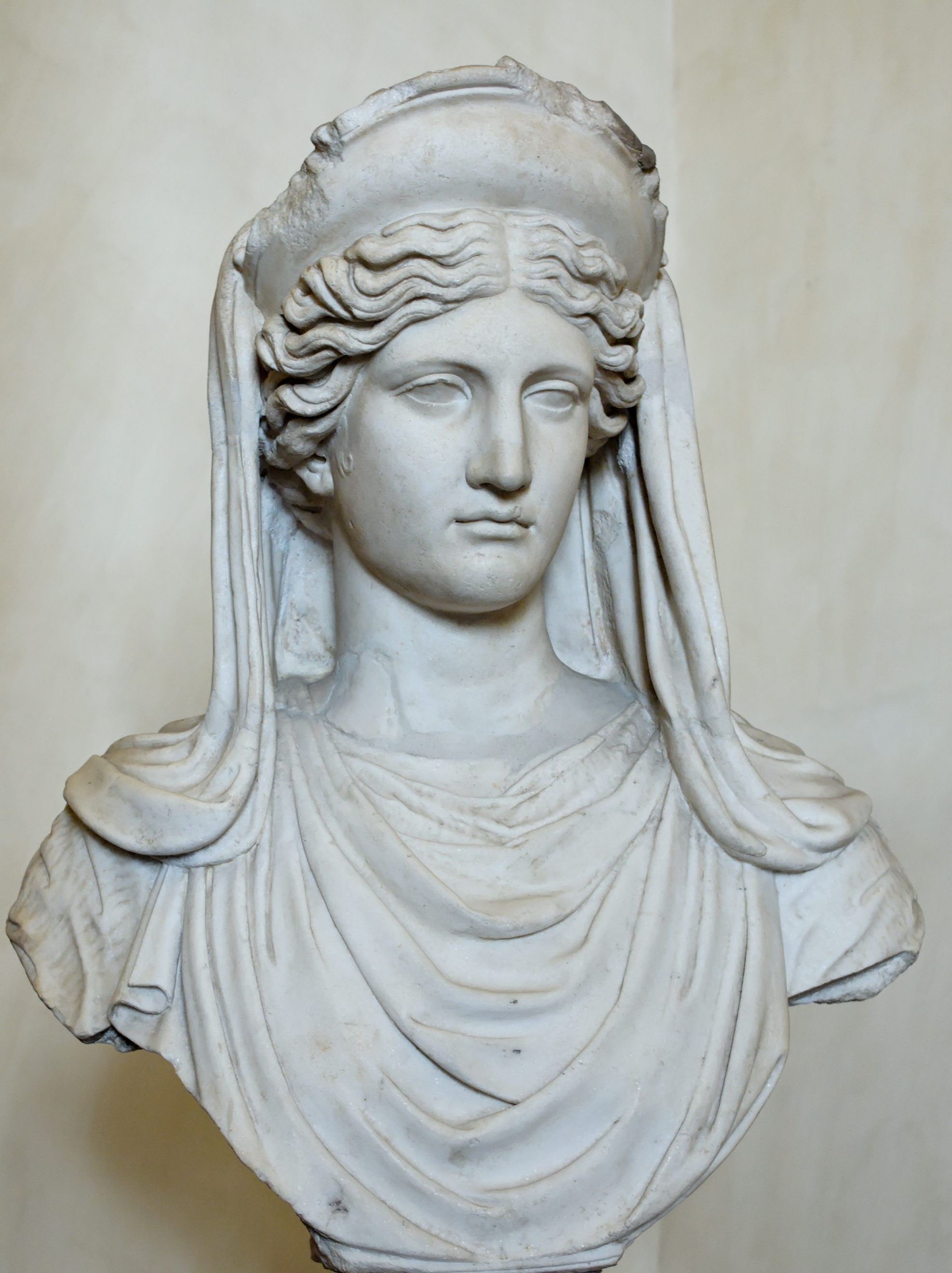
デーメーテール

ソシュールの構造の概念を継承して神話研究に適用したのは人類学者のクロード・レヴィ＝ストロースであり、彼は『構造神話学』において、オイディプースの悲劇を、神話素のあいだの差異の構造と矛盾の体系として分析し、「神話的思考」の存在を提唱した。オイディプース神話の目的の一つは、現実の矛盾を説明し解明するための構造的な論理モデルの提供にあるとした。この神話の背後には様々な矛盾対立項があり、例えば、人は男女の結婚によって生じるという認識の一方で、人は土から生まれたという古代ギリシアの伝承の真理について、この矛盾を解決するための構造把握がオイディプース神話であるとした。
フロイトの無意識の発見から淵源したとも言える深層心理学の理論は、歴史的に現れる現象とは別に、時間を超えて普遍的に存在する構造の存在を教える。ユングは、このような普遍的・無時間的な構造の作用として元型の概念を提唱した。ケレーニイとの共著『神話学入門』においては、童子神の深層心理学的な分析が行われるが、コレーや永遠の少年としてのエロースは太母（地母神）としてのデーメーテールなどとの関係で出現する元型であり、「再生の神話」と呼ばれるものが、無意識の構造より起源する自我の成立基盤であり、自我の完全性への志向を補完する普遍的な動的機構であるとした。

## 影響

### ローマ帝国の分裂と写本

共和政ローマ

紀元3世紀ないし4世紀には未だ、ヘレニズム時代とローマ帝政期に造られ、伝存していた莫大な量の書籍があったとされる。例えば、古典三大悲劇詩人の作品は、現在伝存しているものは、名が伝わっているもののなかの十分の一しかないが、この当時には未だほぼ全巻が揃っていたと考えられる。これらの莫大な書籍・写本は、ヘレニズム時代が過ぎ去り、帝政ローマが終焉を迎えた後では、激減してほとんどの書籍が散逸したとされる。
それは東西に分裂したローマ帝国の西の帝国の領域で著しかった。西ローマは間もなく滅亡し、ゲルマンの国であるフランク王国が成立するが、一旦失われた書籍は再び回復しなかった。他方、東の帝国すなわちビザンティン帝国の領域では、多数の書籍とその写本がなお豊富に残っており、これを利用して、12世紀のヨハンネス・ツェツェースなどの文献学者は、なおギリシア神話に関する膨大な注釈本などを記していた。

### 十二世紀ルネサンス
西欧においては、すべての写本、古代の遺産が失われたわけではなく、14世紀から15世紀にかけてのルネサンスにおいて、丹念に修道院の文書庫などを調べることで、ギリシア語原典の写本などがなお発見されつづけた。他方、西欧で失われた多くの書籍は、8世紀におけるイスラーム帝国の勃興と共に、ビザンティン帝国を介してイスラームに渡った。しかしアラトスなど極一部の例外を除き、神話についての書籍は伝承されなかった。

### ルネサンスとギリシア神話

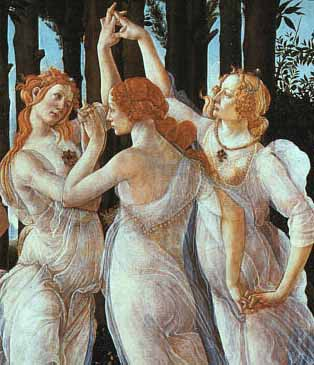
ボッティチェリ-『春』部分

西欧では、古代ギリシア語による文芸はほとんど忘れられていたが、14世紀初頭の代表的な中世詩人であるダンテ・アリギエーリは、『神曲』地獄篇のなかでリンボーという領域を造り、そこに古代の詩人を配置した。5人の詩人中4人はラテン語詩人で、残りの一人がホメーロスであった。しかし、ダンテはホメーロスの作品を知らなかった上に、西欧にこの大詩人が知られるのは、やや後になってからであった。
しかし西欧では、古代のローマ詩人オウィディウスの名とその作品はよく知られていた。イタリア・ルネサンスの絵画でギリシア神話の主題を明確に表現しているものとして、サンドロ・ボッティチェリの『ヴィーナスの誕生』と『春』が存在する。両絵画共に制作年は明確ではないが、1482年頃であろうと想定されている。高階秀爾はこの二つの絵画を解釈して、『春』はオウィディウスの『祭暦』の描写に合致する一方、『ヴィーナスの誕生』と『春』が対を成す作品ならば、これは「天のアプロディーテー」と「大衆のアプロディーテー」の描き分けの可能性があると指摘している。
ボッティチェリの『ヴィーナスの誕生』は、イタリア・ルネサンスにおけるギリシア神話の具象的表現の代表的な作品とも言える。この絵の背後にあると想定されるマルシリオ・フィチーノなど（プラトン・アカデミー）のネオプラトニズムの哲学や、魔術的ルネサンスの思想は、秘教的なギリシア文化と西欧文化のあいだで通底する美的神話的原理であるとも言える。次に、西欧世界において、ルネサンス期以前のギリシアのイメージはどのようなものだったのかを記す。

#### ホメーロスと古代ギリシア

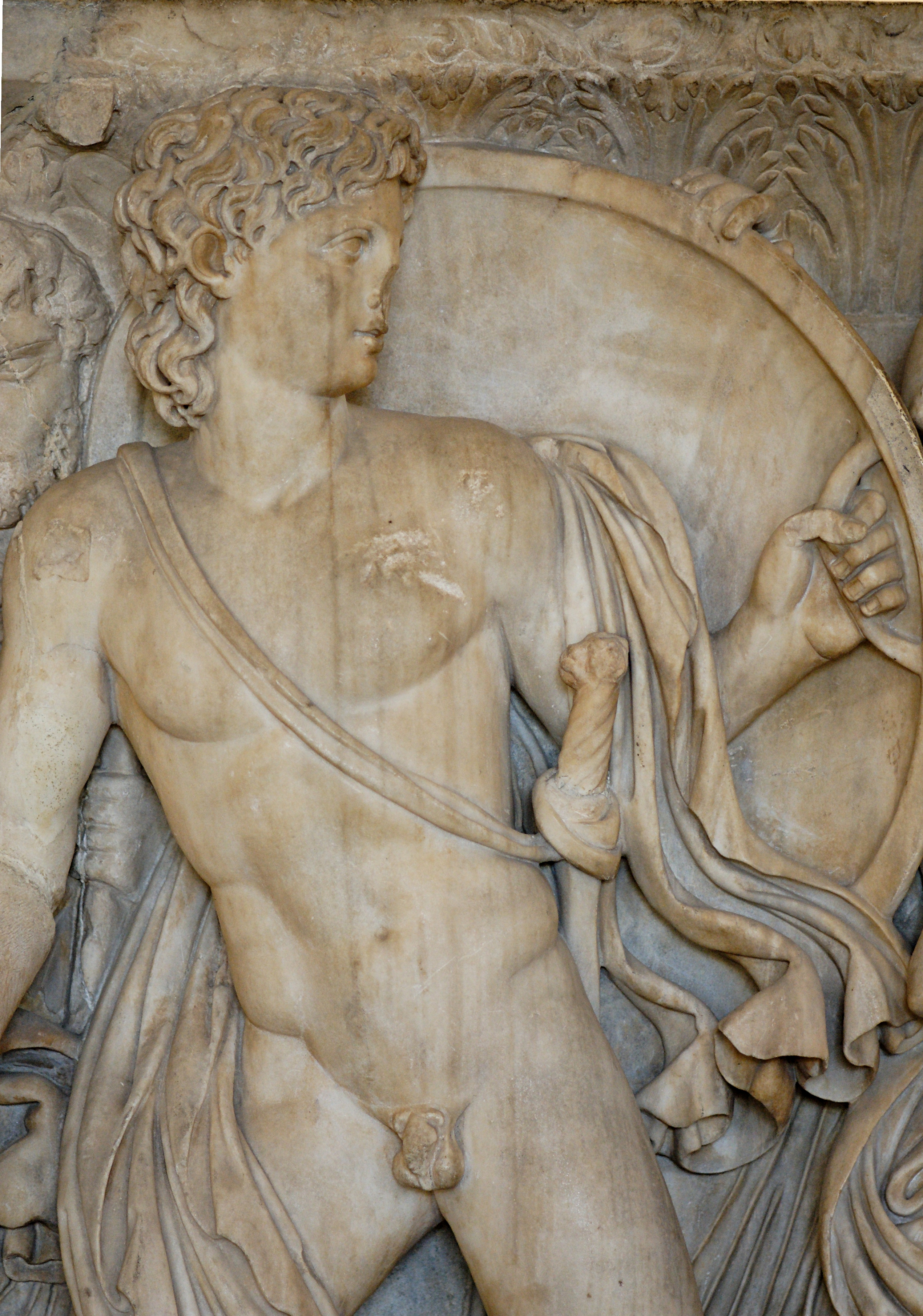
アキレウス

西欧における古代ギリシア、わけてもホメーロスの像は、いわゆる「トロイアの物語」のイメージで捉えられていた。これは紀元4世紀ないし5世紀のラテン語の詩『トロイア戦争日誌』と『トロイア滅亡の歴史物語』を素材として、12世紀にブノワ・ド・サント＝モールがフランス語で書いたロマンス風の『トロイア物語』から広がって行ったものである。この作品は更にラテン語で翻案され、全ヨーロッパ中に広まったとされる。
叙事詩人ホメーロスが意図した古代ギリシアと、西欧中世にあって「トロイア物語」を通じて流布したギリシアの像では、どのような違いがあったのか。ここで言えるのは、両者が共に「歴史性」を負っていること、しかし前者は「詩的」であろうとする世界であり、後者はあくまで「史的」であろうとする世界である。ホメーロス時代のギリシアの世界には「神々の顕現」が含まれていたが、古代末期から近世にかけての西欧において思い描かれていた「ギリシア世界」では、「神々の不在」が顕著であり、脱神話化が行われている。
だがイタリアの人文主義者たちは、ホメーロスの『イーリアス』原典を、15世紀半ばにラテン語訳した。この翻訳を通じ、汎西欧的にホメーロス及び古代ギリシアの把握像に変化が生じてきた。17世紀には、ジョージ・チャップマンが『イーリアス』（1611年）と『オデュッセイア』（1614年）を英訳し、マダム・ダシエ（1654-1720）が『イーリアス』と『オデュッセイア』を、フランス語訳した。このように進展した事で、古典ギリシアの再発見とも呼べる事態が到来した。

### ギリシア神話と日本

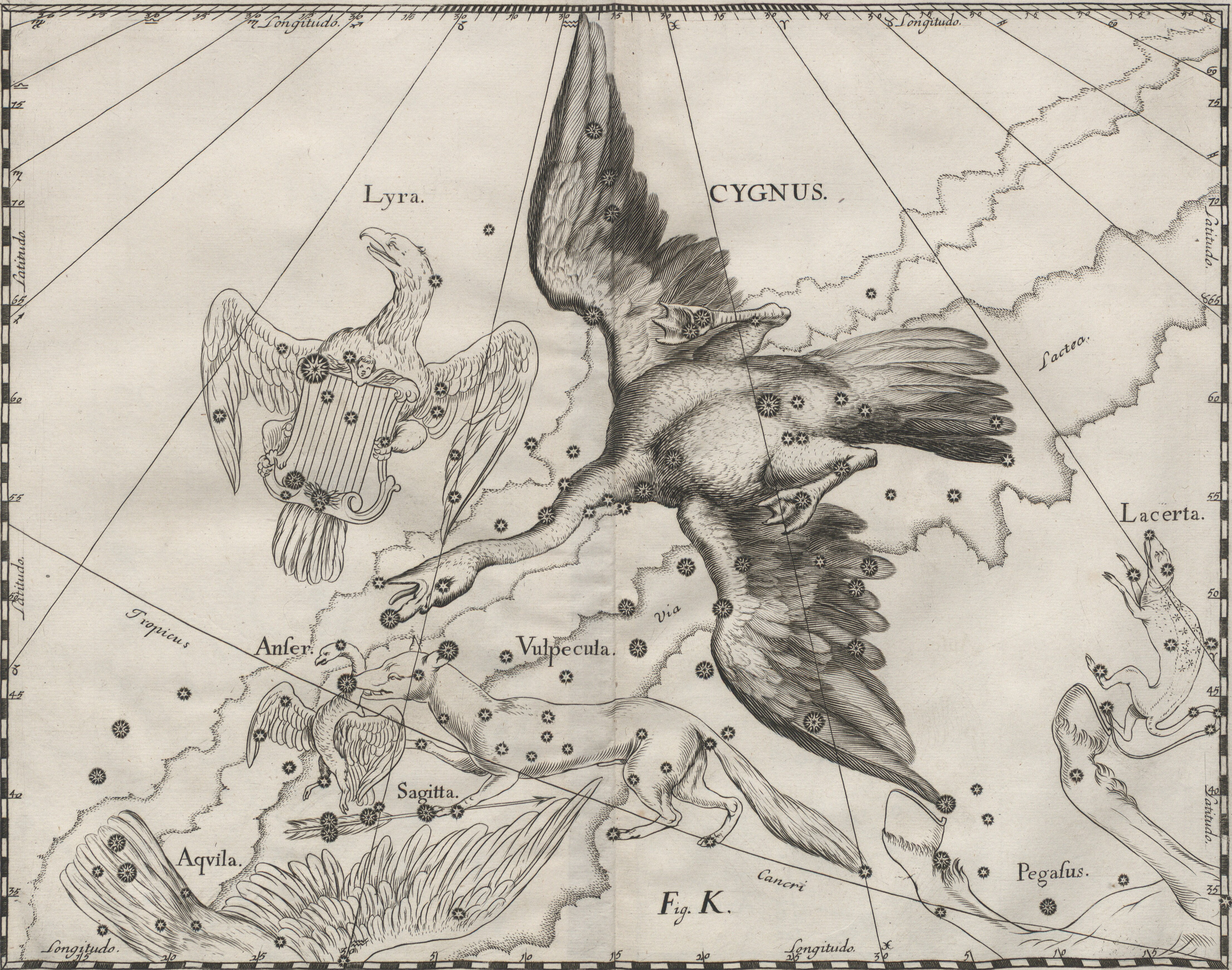
白鳥座・琴座

アポロドーロス『ギリシア神話』の訳者まえがきで高津春繁は、日本においてギリシア神話は、オウィディウス『変身物語』から取られた話を軸に紹介されて来たと述べている。欧米でも日本でも、子供向け、あるいは若い人向けにギリシア神話物語の書き下し出版が多いが、それらはオウィディウスの本のように、ヘレニズム的な甘美さと優しさに重点を置いた物語が大半である。異なるのは、成人向けのギリシア神話であっても、さほど重要でもない「変身」物語や恋愛譚が多く取り上げられた所である。

## 西欧の芸術・文学の主題

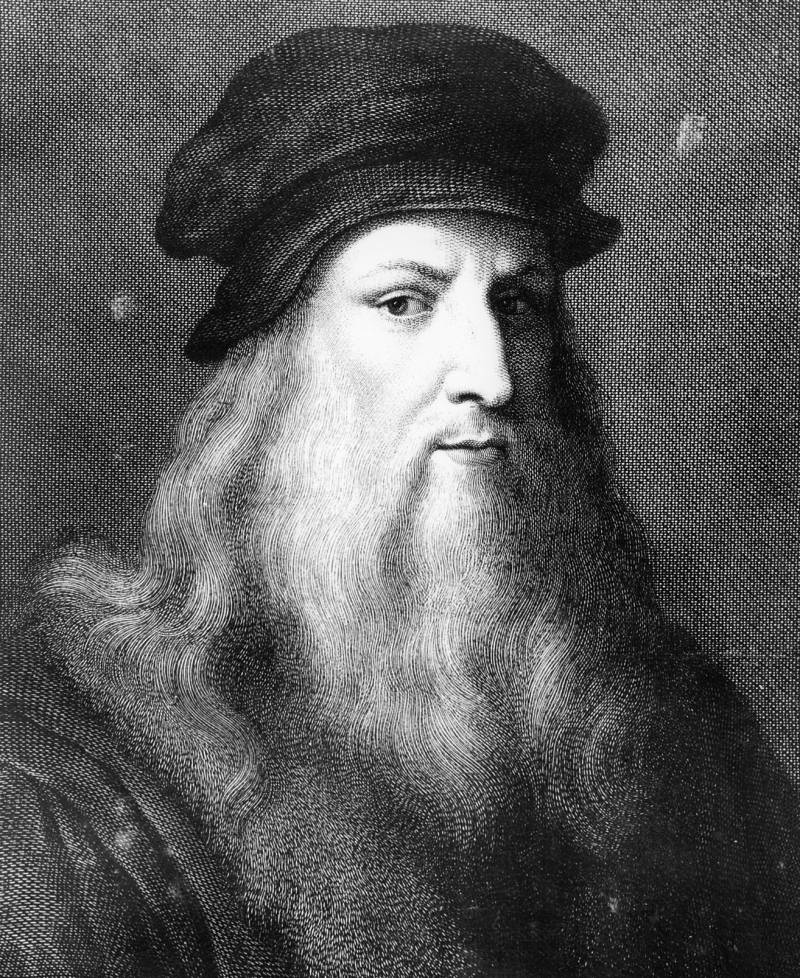
レオナルド・ダ・ヴィンチ

西欧がキリスト教を広範囲に受け入れてもなお、ギリシア神話に対する一般的な人気は衰えなかった。ルネサンスにおける古代の文物の再発見に伴い、主としてオウィディウスの詩作品が、西欧の詩人や劇作家、音楽家やアーティストたちのイマジネーションに影響を与えた。ルネサンス初期の頃より、レオナルド・ダヴィンチ、ミケランジェロ、ラファエロなどの画家が、より伝統的なキリスト教的テーマと並んで、ギリシア神話におけるペイガニズム的主題を描いた。ラテン語やオウィディウスの作品を通じて、ギリシアの神話は、ペトラルカ、ボッカチオ、ダンテなど、中世及びルネサンス期のイタリアの詩人に影響を与えた。
北欧においては、ギリシア神話は視覚芸術に対し、同様な影響力を持たなかったが、文学においてはその影響は非常に明瞭である。ギリシア神話は英語圏において、イマジネーションをかき立てたのであり、それはジョフリー・チョーサーとジョン・ミルトンに始まり、ウィリアム・シェイクスピアから二十世紀のロバート・ブリッジス（en:Robert Bridges）に至るまで続いている。フランスのラシーヌや、ドイツのゲーテが、古代ギリシア劇を復興し、古代の神話に倣ってヘクサメトロン韻で詩作品を書いた。18世紀の啓蒙時代のあいだ、欧州全域にわたり、ギリシア神話に否定的な風潮が広がったにもかかわらず、神話は、ヘンデルやモーツァルトの多数のオペラのため、リブレットを書いた作家を含めて、劇作家たちに、生きた素材としての重要な源泉を提供し続けた。

ボッティチェリ『ヴィーナスの誕生』 1485年頃

18世紀末以降、ロマン主義が、ギリシア神話を含むギリシア的なすべてのものに対する熱狂の高まりを生み出した。英国においては、ギリシア悲劇とホメーロスの新しい翻訳が、アルフレッド・テニスン卿、ジョン・キーツ、バイロン、そしてパーシー・シェリーなどの同時代の詩人や、レイトン卿やローレンス・アルマ＝タデマなどの画家にインスピレーションを与えた。クリストフ・グルック、リヒャルト・シュトラウス、ジャック・オッフェンバックや、その他多数のアーティストが、ギリシア神話の主題を音楽の形で表現した。トマス・ブルフィンチやナサニエル・ホーソーンなど、19世紀アメリカの著述家は、古典的な神話の研究が英米文学の理解の上で必須であると考えた。近年においては、古典的なテーマは、フランスの劇作家ジャン・アヌイやジャン・コクトー、またジャン・ジロドゥ、あるいは米国のユージン・オニールによって、また様々な小説家、すなわち英国のT・S・エリオットや、アイルランドのジェイムズ・ジョイス、フランスのアンドレ・ジードなどによって再解釈されている。

## 関連文献
原典訳書
- ホメーロス 『イーリアス』 呉茂一訳、岩波文庫（上・中・下）／新版 平凡社ライブラリー（上・下、2003年）
- ホメーロス 『オデュッセイア』 呉茂一訳、岩波文庫（上・下）／各・一穂社（復刻版2004年）‐「イリーアス」も刊
  - 新訳版『イリアス』、『オデュッセイア』 各・松平千秋訳、岩波文庫（上・下）‐ 各・ワイド版も刊
- 『ホメーロスの諸神讃歌』 沓掛良彦訳、平凡社／ちくま学芸文庫（改訂版）
- オウィディウス 『変身物語』 中村善也訳、岩波文庫（上・下）‐ ワイド版も刊
  - 新訳版『変身物語』 高橋宏幸訳、京都大学学術出版会〈西洋古典叢書〉全2巻、2019-2020年
- アプレイウス 『黄金の驢馬（ろば）』 呉茂一・国原吉之助訳、岩波文庫、改版2013年
- パウサニアス 『ギリシア案内記』 馬場恵二訳、岩波文庫（上・下）、1991-1992年
- ピンダロス 『祝勝歌集 断片選』 内田次信訳、京都大学学術出版会〈西洋古典叢書〉、2001年
- ヒュギーヌス 『ギリシャ神話集』 松田治・青山照男訳、講談社学術文庫、2005年
- リーベラーリス 『メタモルフォーシス ギリシア変身物語集』 安村典子訳、講談社文芸文庫、2006年

神話を体系記述した著作
- ロバート・グレーヴス 『ギリシア神話』 高杉一郎訳、紀伊國屋書店、新装版1998年
- カール・ケレーニイ 『ギリシアの神話 英雄の時代』 植田兼義訳、中公文庫、1985年
- グスターフ・シュヴァープ 『ギリシア・ローマ神話』 角信雄訳、白水社（全3巻）、1988年

概説書
- 西村賀子 『ギリシア神話　神々と英雄に出会う』 中公新書、2005年 ISBN 4121017986
- 高津春繁・斎藤忍随 『ギリシア・ローマ古典文学案内』 岩波文庫別冊、改版1992年
- 山室静 『ギリシャ神話〈付 北欧神話〉』 社会思想社、1962年、改訂版1981年 ISBN 4-390-10430-6
- 高橋宏幸編 『ギリシア神話を学ぶ人のために』 世界思想社、2006年 ISBN 4-7907-1161-7
- フェリックス・ギラン 『ギリシア神話』 中島健訳、青土社、新装版1991年
- 松村一男監修 『歴史がおもしろいシリーズ! 図解 ギリシア神話』 西東社、2011年
- ソニア・ダルトゥ『ギリシア神話シンボル事典』 武藤剛史訳、白水社<文庫クセジュ>、2018年 ISBN 4-560-51019-9

専門書・周辺書
- G・S・カーク 『ギリシア神話の本質』 辻村誠三ほか訳、叢書ウニベルシタス・法政大学出版局、1980年
- ヴァルター・ブルケルト 『ギリシャの神話と儀礼』 橋本隆夫訳、株式会社リブロポート、1985年 ISBN 4-8457-0176-6
- ヴァルター・ブルケルト 『ホモ・ネカーンス 古代ギリシアの犠牲儀礼と神話』 前野佳彦訳、法政大学出版局、2008年 ISBN 4588371142
- 伊東俊太郎 『十二世紀ルネサンス』 講談社学術文庫、2006年 ISBN 4-06-159780-9

辞典・事典
- バーナード・エヴスリン 『ギリシア神話物語事典』 小林稔訳、原書房、2005年。ISBN 978-4562-03959-3
- 安達正編著 『物語古代ギリシア・ローマ人物地名事典』 彩流社、2008年。ISBN 978-4-7791-1396-3
- 水之江有一編著 『ギリシア・ローマ神話図詳事典 天地創造からローマ建国まで』 北星堂書店、1994年
- 『図説 ギリシア・ローマ神話文化事典』 松村一男訳、原書房、1997年。ISBN 978-4562-02963-1
- 松原國師編著 『西洋古典学事典』 京都大学学術出版会、2010年。ISBN 978-487698-925-6
- ジャン＝クロード・ベルフィオール『ラルース　ギリシア・ローマ神話大事典』 大修館書店、2020年
- Liddell & Scott An Intermediate Greelk-English Lexicon Oxford UP.

原典対照本
- Homer Iliad (Loeb CL) Harvard Univ. Press
- Homer The Odyssey (Loeb CL) Harvard Univ. Press
- Hesiod et al. Hesiod, Homeric Hymns, etc. (Loeb CL) Harvard Univ. Press